# Tötungsanstalt Hartheim

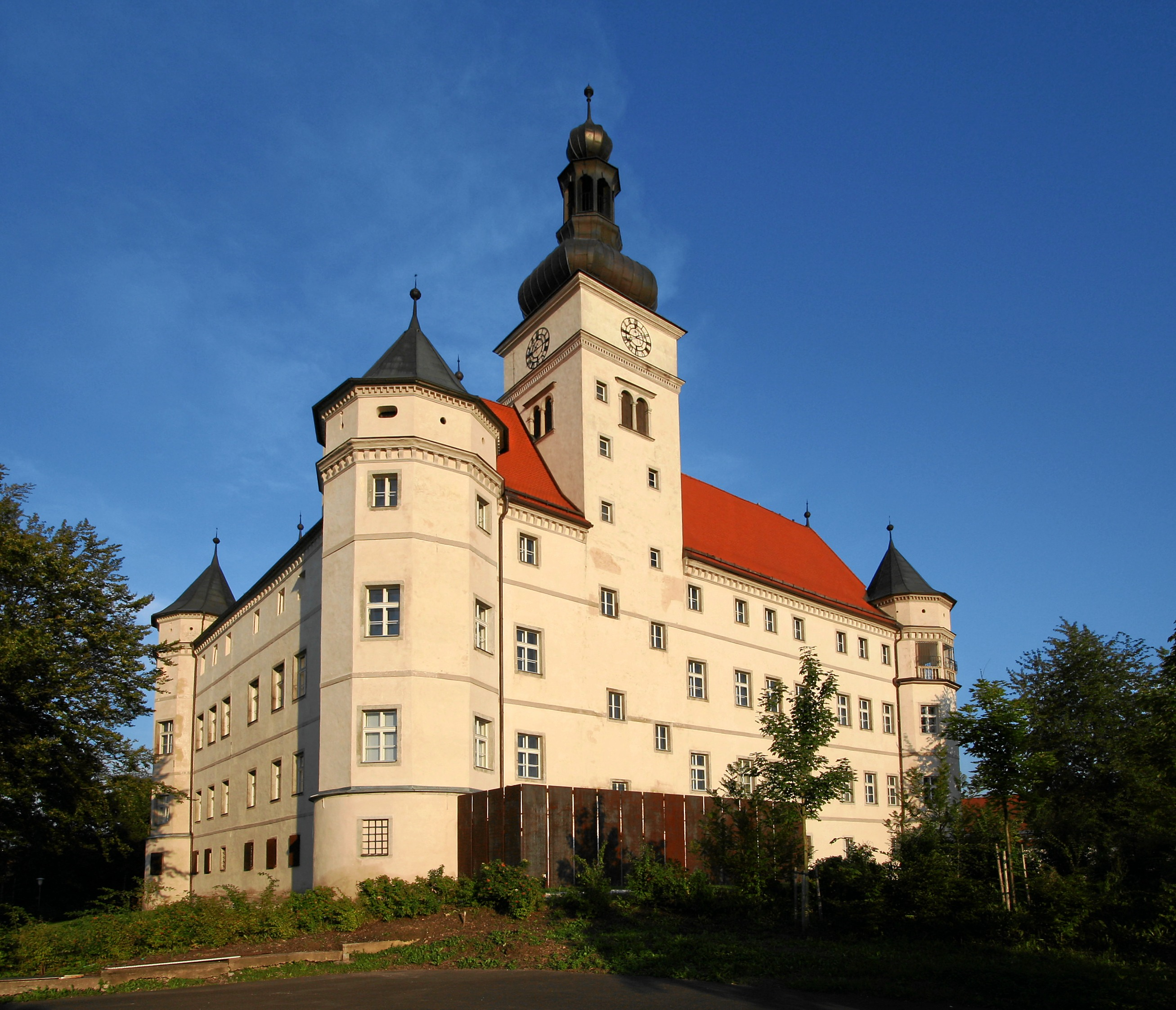
Schloss Hartheim (2005)

Die Tötungsanstalt Hartheim im Schloss Hartheim in der Gemeinde Alkoven bei Linz im Reichsgau Oberdonau war von Mai 1940 bis Dezember 1944 Schauplatz von Massenmorden durch Kohlenmonoxid in einer Gaskammer. Hier erfolgten zunächst NS-Krankenmorde im Rahmen der Aktion T4, die im Täterkreis als „Euthanasie“ gerechtfertigt und verharmlost wurden. Bis August 1941 fielen dem Euthanasie-Programm, das vor der Öffentlichkeit geheim gehalten werden sollte, allein in Hartheim mehr als 18.000  Psychiatriepatienten und behinderte Menschen zum Opfer. Nach dem Abbruch dieses Programms wurden bis 1944 im Rahmen der NS-Aktion 14f13 12.000 arbeitsunfähige KZ-Häftlinge mit „Invalidentransporten“ ins Schloss Hartheim gebracht und ermordet. Auch ausländische Zivilarbeiter wurden zu Opfern in Hartheim.

## Hartheimer Statistik
Im Juni 1945 ließ der amerikanische Untersuchungsoffizier Charles Dameron bei Untersuchungen in der ehemaligen Vergasungsanstalt Hartheim ein Stahlfach aufbrechen, in dem sich die so genannte Hartheimer Statistik befand. Es handelte sich um eine durch Edmund Brandt für interne Zwecke der Aktion T4 gefertigte 39-seitige Broschüre mit monatlichen statistischen Angaben zu den in den sechs T4-Tötungsanstalten im damaligen Reichsgebiet erfolgten Tötungen von behinderten oder kranken Menschen durch Gase (dort als „Desinfektionen“ bezeichnet). Ein Verwaltungsangestellter bekannte 1968 und 1970 als Zeuge, er habe das Zahlenmaterial Ende 1942 zusammenstellen müssen. Zur Hartheimer Statistik gehört auch ein Blatt, auf dem berechnet wurde, dass „bei 70.273 Desinfizierten und einer Lebenserwartung von 10 Jahren“ Lebensmittel im Werte von 141.775.573,80 Reichsmark eingespart worden seien.

### Opferzahlen der 1. Tötungsphase in Hartheim
Nach dieser Statistik wurden in der Tötungsanstalt Hartheim in den 16 Monaten zwischen Mai 1940 und 1. September 1941 insgesamt 18.269 Menschen in einer Gaskammer ermordet:
| 1940 | 1940 | 1940  | 1940  | 1940  | 1940  | 1940  | 1940 | 1941 | 1941  | 1941 | 1941  | 1941  | 1941  | 1941 | 1941  | Summe  |
| Mai  | Juni | Juli  | Aug.  | Sept. | Okt.  | Nov.  | Dez. | Jan. | Febr. | März | April | Mai   | Juni  | Juli | Aug.  | Summe  |
| ---- | ---- | ----- | ----- | ----- | ----- | ----- | ---- | ---- | ----- | ---- | ----- | ----- | ----- | ---- | ----- | ------ |
| 633  | 982  | 1.449 | 1.740 | 1.123 | 1.400 | 1.396 | 947  | 943  | 1.178 | 974  | 1.123 | 1.106 | 1.364 | 735  | 1.768 | 18.269 |

Diese Statistik umfasst lediglich die erste Mordphase der Aktion T4, die auf einen Führererlass hin mit dem Datum 24. August 1941 abgeschlossen wurde.
Insgesamt wird die Anzahl der im Schloss Hartheim Ermordeten auf über 30.000 geschätzt. Unter den Ermordeten waren Menschen mit Behinderungen oder Erkrankungen, KZ-Häftlinge und ausländische Zwangsarbeiter. Die Tötungen erfolgten mit dem farb-, geruch- und geschmacklosen giftigen Gas Kohlenmonoxid.

### „Sonderbehandlung 14f13“
Bereits drei Tage nach dem förmlichen Ende der Aktion T4 traf ein Transport aus Mauthausen mit 70 jüdischen Häftlingen in Hartheim ein, die dort umgebracht wurden. Die Tötungsanstalt Hartheim gewann eine Sonderstellung, da dort nicht nur die höchste Anzahl von Kranken vergast worden war. Im Rahmen der Aktion 14f13 wurde Hartheim außerdem die Anstalt, in der die meisten KZ-Häftlinge ermordet wurden. Ihre Anzahl wird auf 12.000 geschätzt.
Besonders aus den Steinbrüchen in Mauthausen wurden nicht mehr arbeitsfähige, aber auch politisch unliebsame Personen nach Hartheim zu ihrer Ermordung gebracht. In den Papieren wurde die Verbringung mit Begriffen wie Erholungsurlaub getarnt. In den Angaben zur Krankheit stand unter anderem Deutschenhasser, Kommunist oder Polenfanatiker. Ab 1944 wurden die Häftlinge nicht mehr von Ärzten der T4 selektiert; es ging nur darum, schnellstens Platz im Lager Mauthausen zu schaffen. Weitere Transporte stammten aus Gusen und vermutlich auch aus Ravensbrück. Mit dem letzten Häftlingstransport nach Hartheim am 11. Dezember 1944 endete die Aktion 14f13.
Von Dezember 1944 bis Januar 1945 bauten Insassen des KZ Mauthausen die Anlagen ab und stellten den Bauzustand von 1939 weitgehend wieder her. Ab März 1945 war im Schloss eine „Gauhilfsschule“ untergebracht.

## Tötungsärzte
Die T4-Organisatoren Viktor Brack und Karl Brandt ordneten an, dass die Tötung der Kranken ausschließlich durch das ärztliche Personal erfolgen durfte, da sich das Ermächtigungsschreiben Hitlers vom 1. September 1939 nur auf Ärzte bezog. Die Bedienung des Gashahns war somit Aufgabe der Vergasungsärzte in den Tötungsanstalten. Allerdings kam es im Laufe der Aktion auch vor, dass bei Abwesenheit der Ärzte oder aus sonstigen Gründen der Gashahn auch vom nichtärztlichen Personal bedient wurde. Manche Ärzte traten im Schriftverkehr nach außen nicht mit ihrem richtigen Namen auf, sondern verwendeten Tarnnamen.
In Hartheim waren als Tötungsärzte tätig:
- Rudolf Lonauer, vom 1. April 1940 bis April 1945 als Leiter
- Georg Renno, vom Mai 1940 bis Februar 1945 als stellvertretender Leiter

Im Oktober 1940 zeigte ein Vater den mysteriösen Tod seines Sohnes in Hartheim bei der Staatsanwaltschaft an. Er hegte den Verdacht, dass es hier nicht mit rechten Dingen zugegangen sein könnte. Die Behörden in Oberdonau ersuchten dazu den Generalstaatsanwalt Ferdinand Eypeltauer in Linz, das Verfahren einzustellen. Eypeltauer entschied anders, er ordnete an, den verantwortlichen Arzt im Schloss Georg Renno auszuforschen und als Beschuldigten vernehmen zu lassen. Im September 1941 erhielt Eypeltauer die Anordnung, das Verfahren einzustellen. Er stellte das Verfahren ein und legte sein Amt nieder.

## Vorgeschichte
Der Oberösterreichische Landeswohltätigkeitsverein führte ab 1898 im Schloss Hartheim eine nach zeitgenössischen Maßstäben fortschrittliche Einrichtung für Behindertenbetreuung, in der etwa 200 behinderte Menschen aus Oberösterreich lebten und von Barmherzigen Schwestern betreut wurden. Das Schloss war dem Verein von Fürst  Camillo Starhemberg geschenkt und am 24. Mai 1898 mit acht Kindern eröffnet worden. Im Jahre 1937 schuf der Bildhauer Adolf Wagner von der Mühl einen neuen Altar für die Kapelle der Pflegeanstalt Hartheim.
Am 10. Dezember 1938 wurde der Verein aufgelöst und die Leitung der Anstalt der Fürsorgeabteilung der Gau-Selbstverwaltung übertragen. Die Pfleglinge sollten ursprünglich nach Schloss Haus übersiedelt werden, im März 1940 kamen die Frauen und Mädchen allerdings in das Gau-Fürsorgeheim im Kloster Baumgartenberg, die Männer und Buben in die Heilanstalt Niedernhart.

„Man kann keine schärfere Gegenüberstellung zweier Ideenwelten erfinden als etwa die Vorgänge im Schloß Hartheim bei Alkoven vor und nach 1938. Wer je anwesend gewesen ist in der Pflegeanstalt Hartheim und gesehen hat, mit welcher Liebe und Hingabe die geistlichen Schwestern sich um die armen Kranken annahmen […] – und wer dann daran denkt, daß in den Gaskammern dieses Gebäudes nach 1938 Tausende und Abertausende von Menschen als lebensunwert hingemordet worden sind, der erkennt den himmelweiten Unterschied zwischen Idealismus und Materialismus […].“

Die bauliche Umgestaltung des Hartheimer Schlosses in eine Tötungsanstalt erfolgte im Frühjahr 1940 in wenigen Wochen. Zusammen mit anderen Umbaumaßnahmen erfolgte in zwei Räumen im Ostteil des Gebäudes der Einbau einer Gaskammer und eines Krematoriums.

## Ablauf der Tötungen und deren heutige Dokumentation

### Zwischenanstalt Niedernhart
Die Orte der NS-Massenmord-Aktion (später: T4 genannt) hatten vorgelagerte Zwischenanstalten. So wurden viele Transporte der Opfer für die Endstation Hartheim über die Landesirrenanstalt Niedernhart in Linz durchgeführt, wo Rudolf Lonauer als Arzt, wie auch in Hartheim, als Leiter tätig war. Tötungen erfolgten auch dort. Sie erfolgten hauptsächlich durch systematische Unterernährung und die Gabe von Überdosen von Medikamenten (Merkmale der Grausamkeit und Heimtücke). Immer wieder wurden Selektionen und Zusammenstellungen neuer Transportgruppen durchgeführt. Mit den ausgewählten Opfern wurde dann ein Bus gefüllt, der nach Hartheim fuhr.

### Anfahrts- und Zugangsbereich
In den Anfängen der Aktion T4 handelte es sich bei den Bussen, die für die Transporte nach Schloss Hartheim verwendet wurden, um Kleinbusse, die durch das Schlosstor auf der Südseite direkt in den Innenhof einfahren konnten. In weiterer Folge wurden diese durch größere Busse ersetzt, welche an der Westseite des Schlosses hielten. In diesem Bereich wurde daher ein Holzschuppen errichtet, der einerseits vor neugierigen Blicken schützen, andererseits aber auch verhindern sollte, dass sich die Menschen nach dem Aussteigen frei bewegen konnten. Stattdessen mussten sie durch einen schmalen Seiteneingang an der Nordwestecke einen mit einem Bretterverschlag abgegrenzten Teil des Schlossinnenhofes betreten.
Der Holzschuppen wurde im Zuge der Rückbaumaßnahmen Ende 1944 wieder abgerissen. Im Zuge eines Kunstprojektes erfolgte ein symbolischer Nachbau in Form von Glas- und Metallplatten. Auf den Glasplatten sind die Ausgangspunkte der Transporte vermerkt.

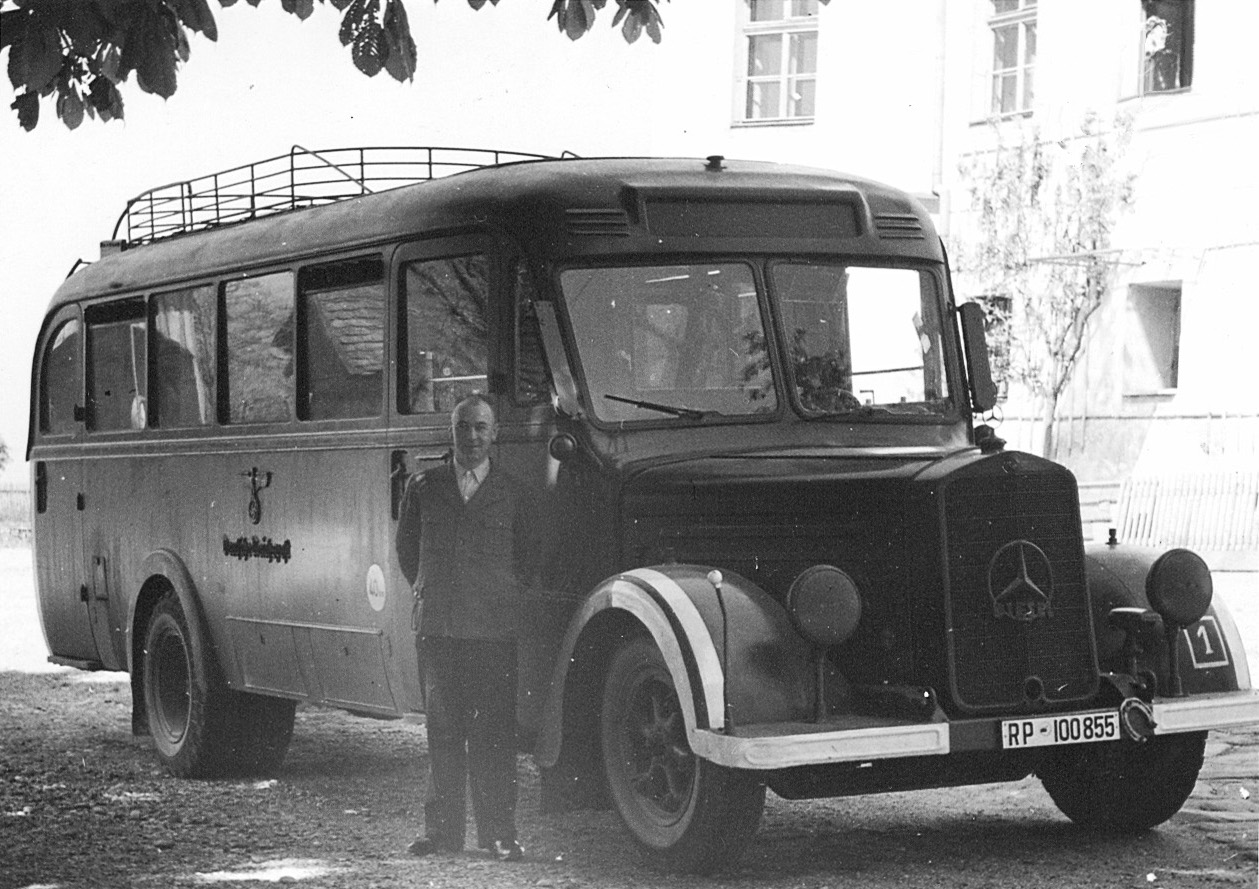
Abholungsbus mit Fahrer
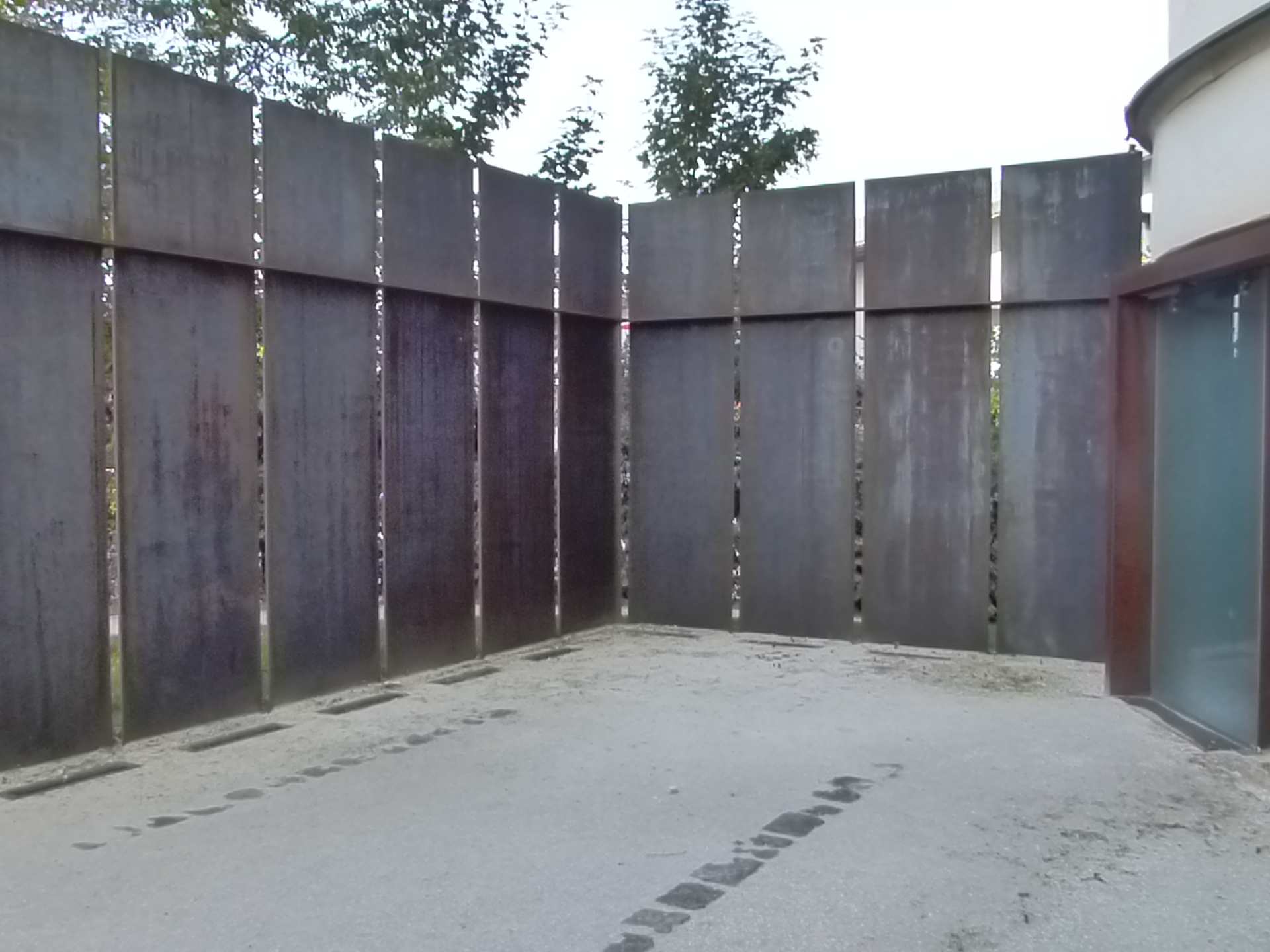
Künstlerische Installation als Symbol für den Holzschuppen
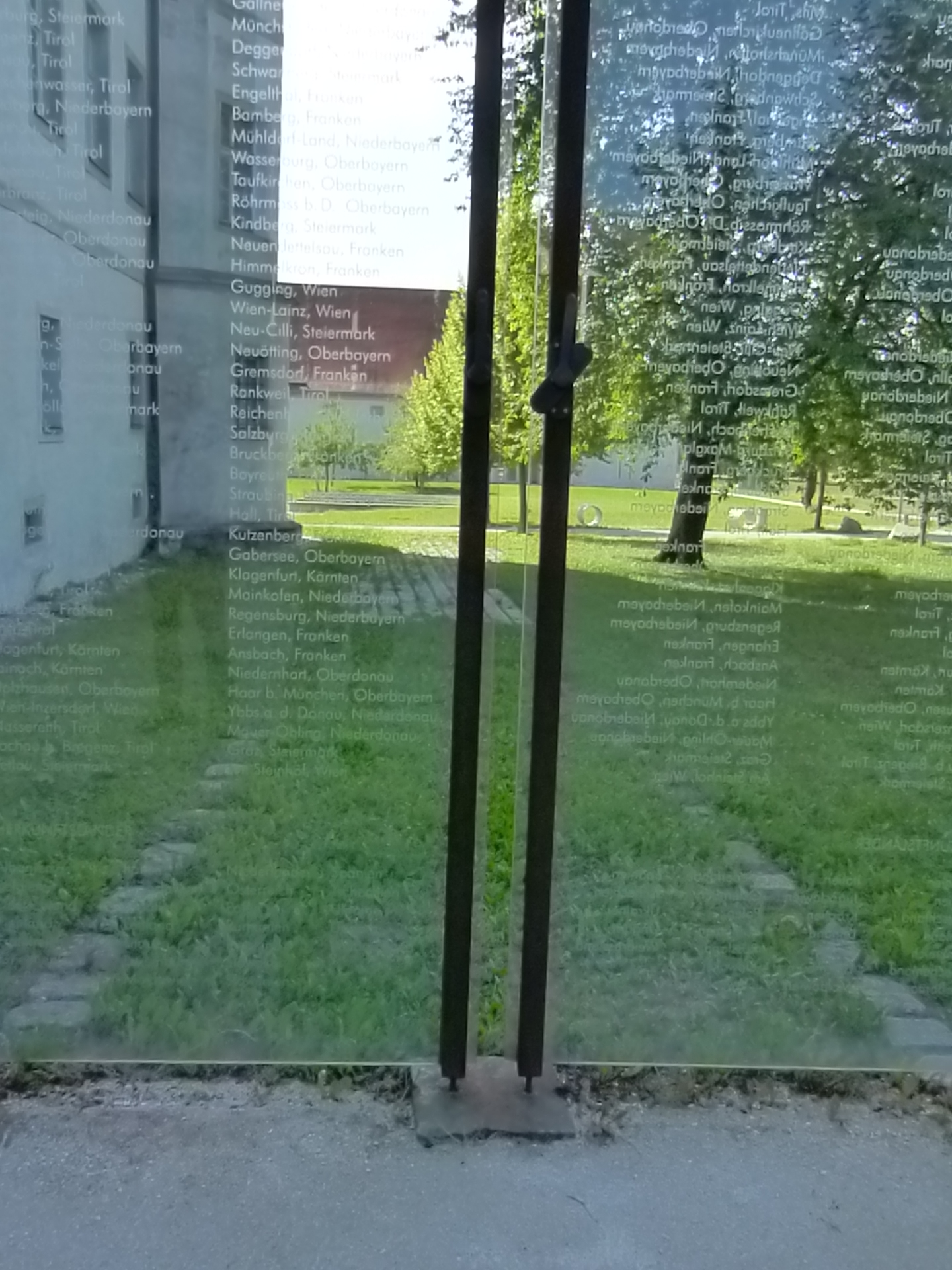
Glasscheibe mit den Abfahrtsorten
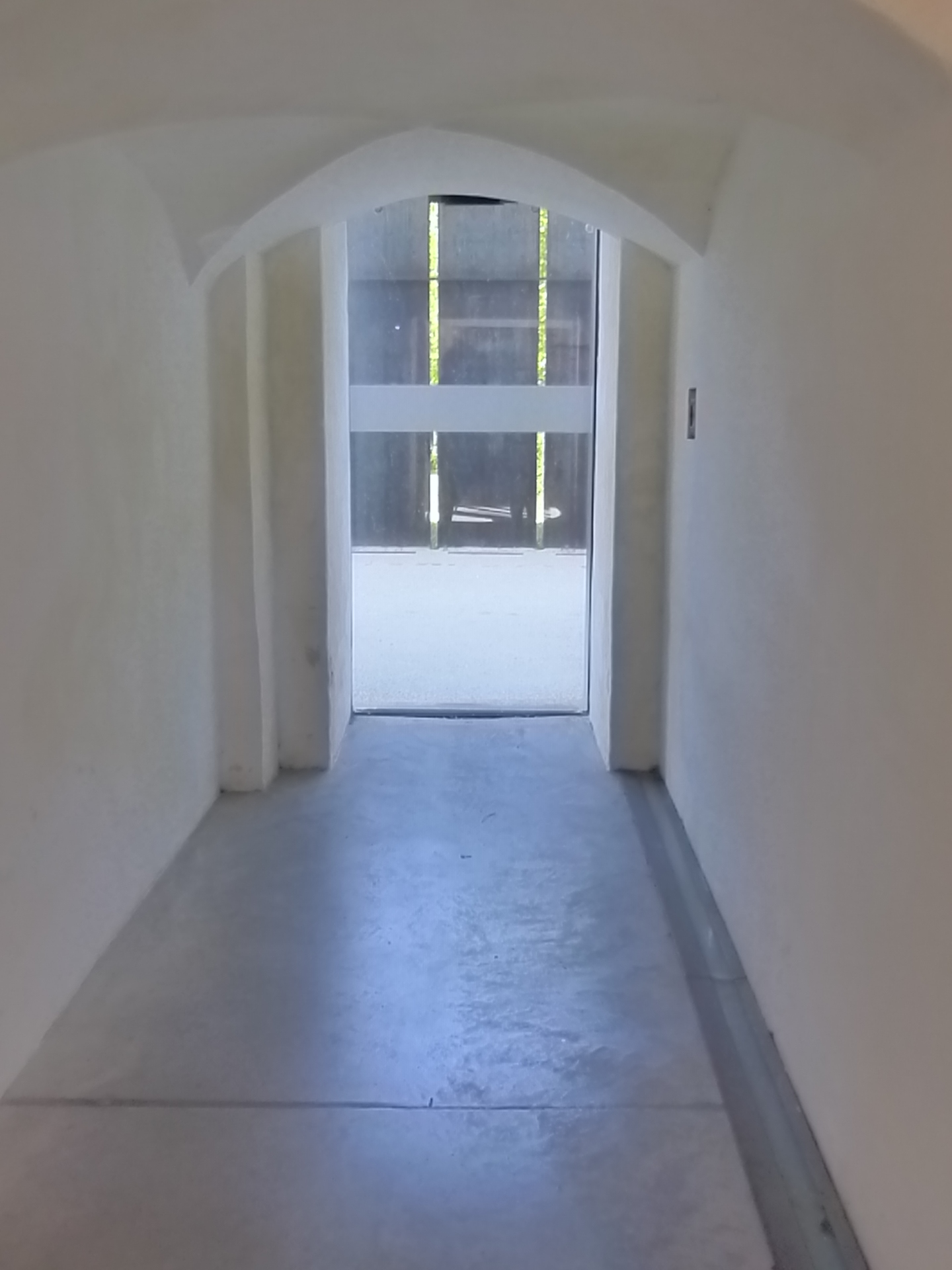
Eingangstor an der Nordwestecke
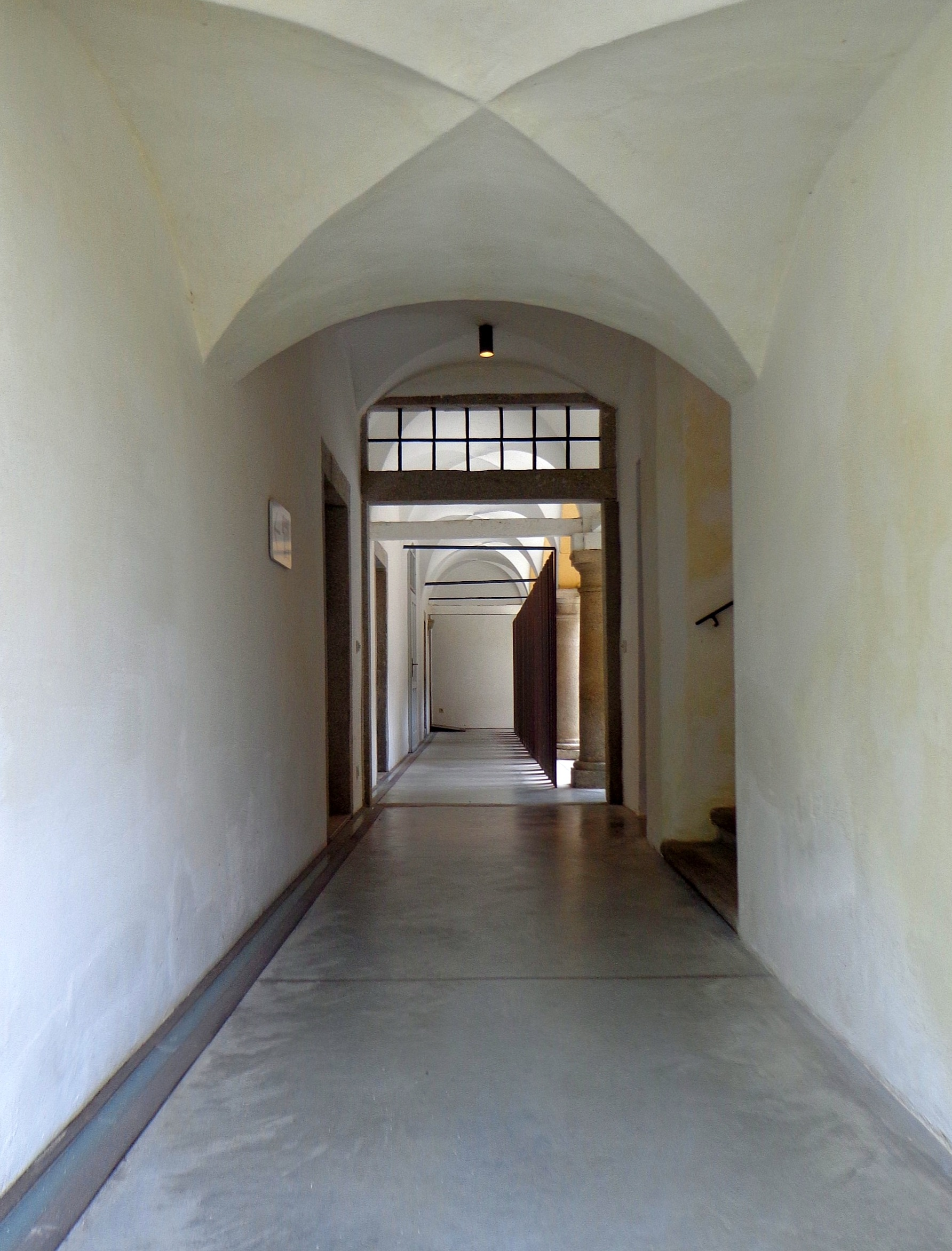
Durch diesen Gang gelangten die Menschen vom Holzschuppen in das Schloss.

### Bretterverschlag und Entkleideraum
Der Arkadengang auf der Nordseite des Schlosses war in der Zeit von 1940 bis 1944 großteils mit einem Bretterverschlag vom Innenhof abgetrennt. Den Opfern der Tötungsaktionen wurde es dadurch beinahe unmöglich gemacht, den eigentlichen Schlossinnenhof zu betreten. Stattdessen erleichterte der Bretterverschlag den Tätern, die Menschen in die Funktionsräume der Tötungsaktion zu führen. Die erste Station war dabei der Auskleideraum.
Auch der Bretterverschlag, den man 1944 im Zuge der Rückbaumaßnahmen entfernt hatte, wurde im Rahmen der künstlerischen Umgestaltung von Schloss Hartheim zur Gedenkstätte mit Stahlpaneelen symbolisiert. Im ersten Arkadenfeld erfolgte durch Anordnung entsprechend gestalteter Paneele die Abbildung der Zahl 1940, dem Jahr, in dem die Tötungen begannen, mittels eines Barcodes. Im ehemaligen Auskleideraum ist heute eine Dokumentation untergebracht, in der sowohl einzelne Opfer als auch bestimmte Täter beschrieben werden.

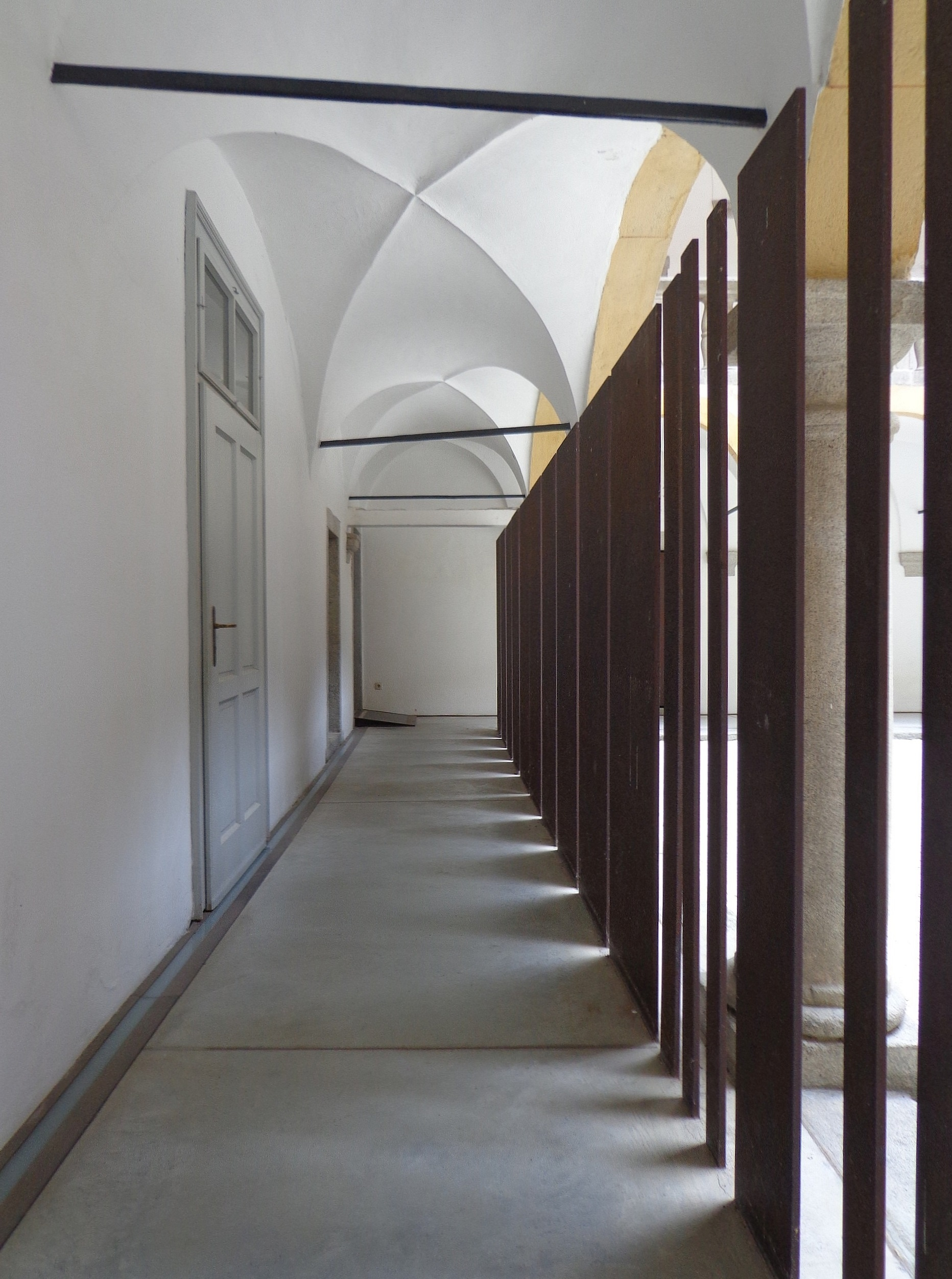
Der Arkadengang des Nordteiles war früher durch einen Bretterverschlag eingegrenzt.
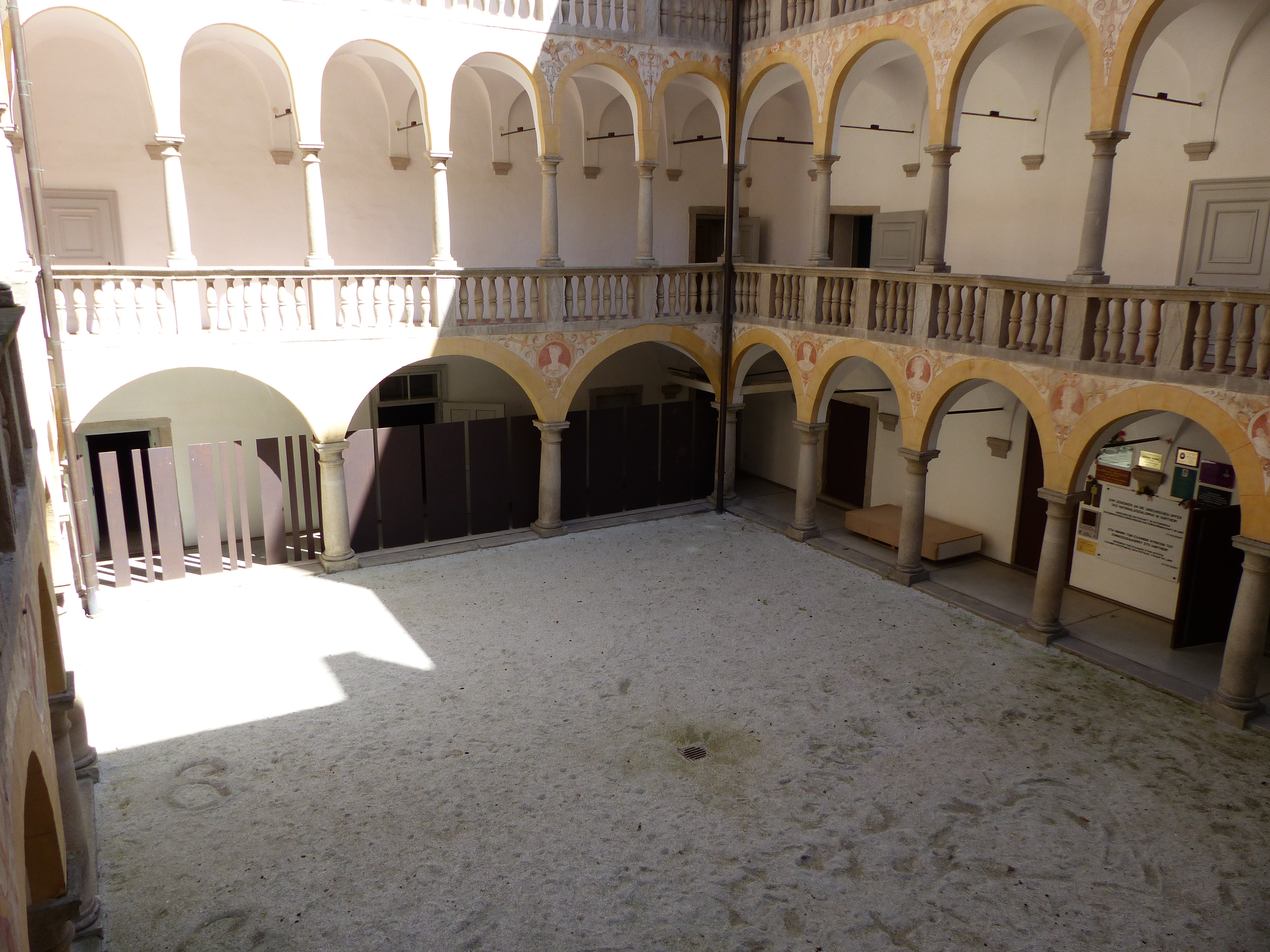
Der Bretterverschlag wird durch eine künstlerische Installation symbolisiert.
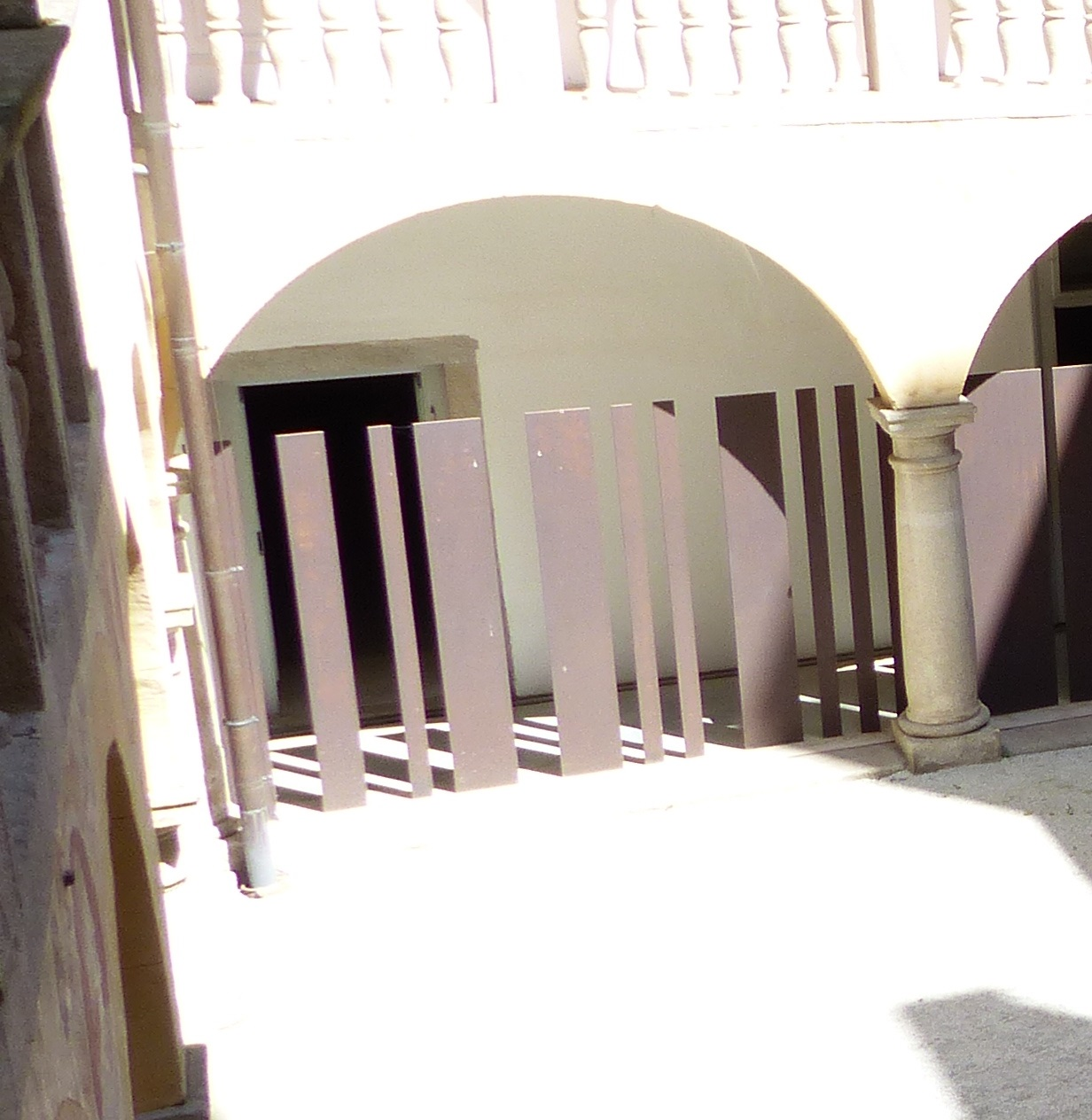
Im ersten Arkadenfeld ist die Jahreszahl 1940 in Form eines Barcodes dargestellt.
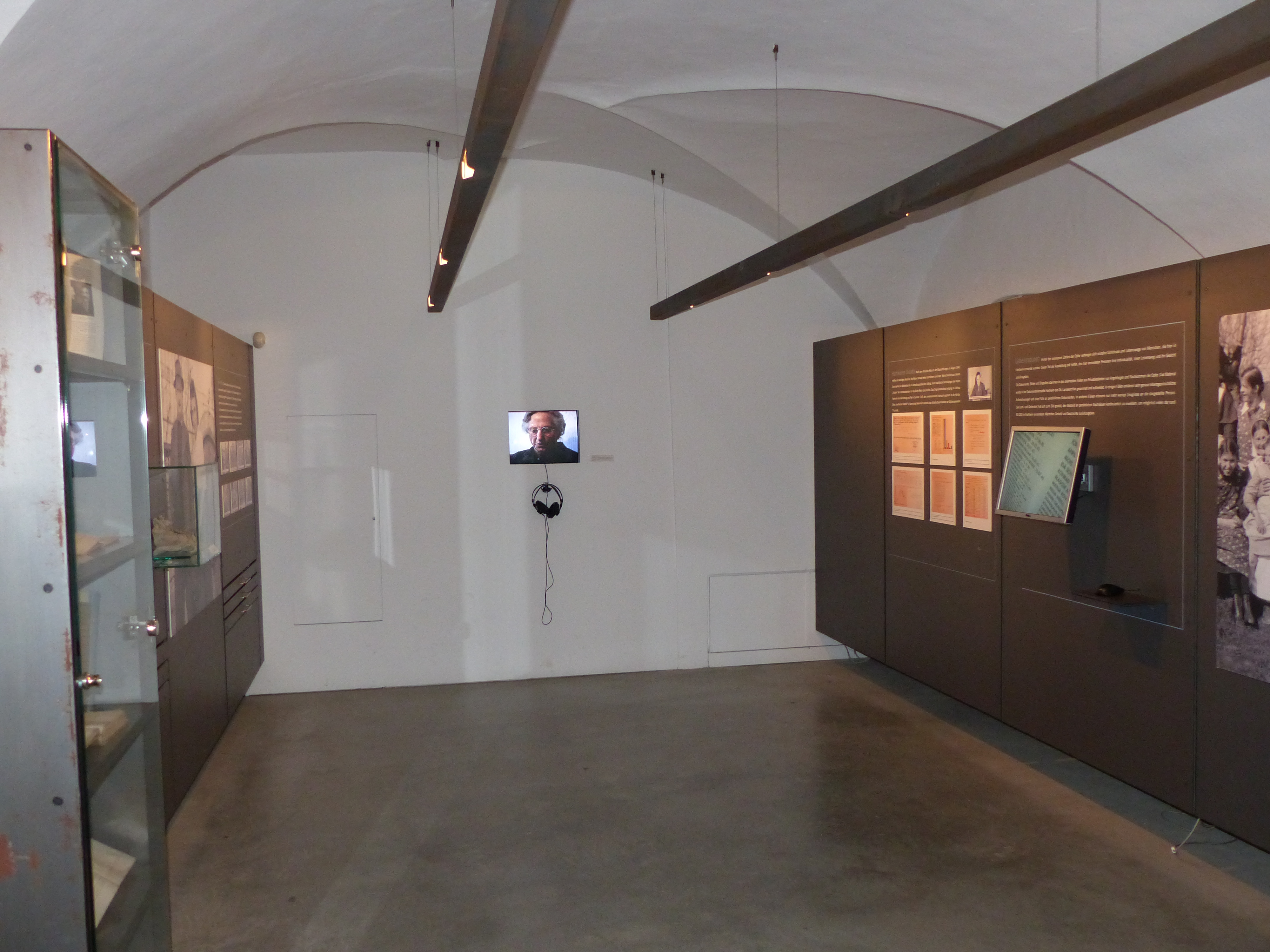
Im ehemaligen Auskleideraum werden heute die Themen „Täter und Opfer“ sowie "Widerstand" behandelt.

### Untersuchungsraum
Im Untersuchungsraum wurde von einem Arzt die Identität der jeweiligen Person festgestellt. Außerdem erfolgte eine Untersuchung auf das Vorhandensein von Goldzähnen, welche nach dem Tötungsvorgang durch die „Brenner“, das Bedienungspersonal des Krematoriumsofens, den mit einem Kreuz auf dem Rücken gekennzeichneten Leichen entnommen wurden. Menschen, die aus der Sicht der Ärzte spezielle medizinische Fälle darstellten, wurden im Aufnahmeraum fotografiert. Manchen wurden nach der Ermordung Organe entnommen, die man präparierte.
In der heutigen Gedenkstätte wird in diesem Raum der 30.000 Opfer gedacht. Jeder Name, der ermittelt werden konnte, wurde auf Glasplatten geprägt. Die Festlegung der Reihenfolge der Namen überließ man bewusst einem Computerprogramm, um allfällige Interpretationen hinsichtlich Wertung oder Bedeutung einer Namensreihung von vornhinein auszuschließen.
In diesem Raum sind außerdem noch persönliche Habseligkeiten ausgestellt, welche im Zuge einer archäologischen Notgrabung an der Ostseite des Schlosses freigelegt wurden. Diese Gegenstände waren vom Personal der Tötungsanstalt zwischen 1940 und 1944 vergraben worden. Außerdem enthielten diese Gruben auch die Asche und Knochenreste aus dem Krematorium. Entdeckt hatte man diese Gruben im Zuge von Arbeiten für eine Fernwärmeleitung. Teile der Funde wurden als Block geborgen und sind nun in dieser Form im ehemaligen Untersuchungsraum ausgestellt. Knochenreste und Krematoriumsasche setzte man 2002 und weitere Funde 2009 in einem Sarkophag bei, der sich auf der Ostseite des Schlosses befindet.
Der Untersuchungsraum ist auch der Ausgangspunkt eines Steges, auf dem man die nächsten Räume begehen kann. Dabei handelt es sich nicht um eine originale Nachbildung, sondern darum, einerseits die nachfolgenden Räume für Besucher der Gedenkstätte begehbar zu machen und andererseits den Zustand der gezeigten Räume zu erhalten.

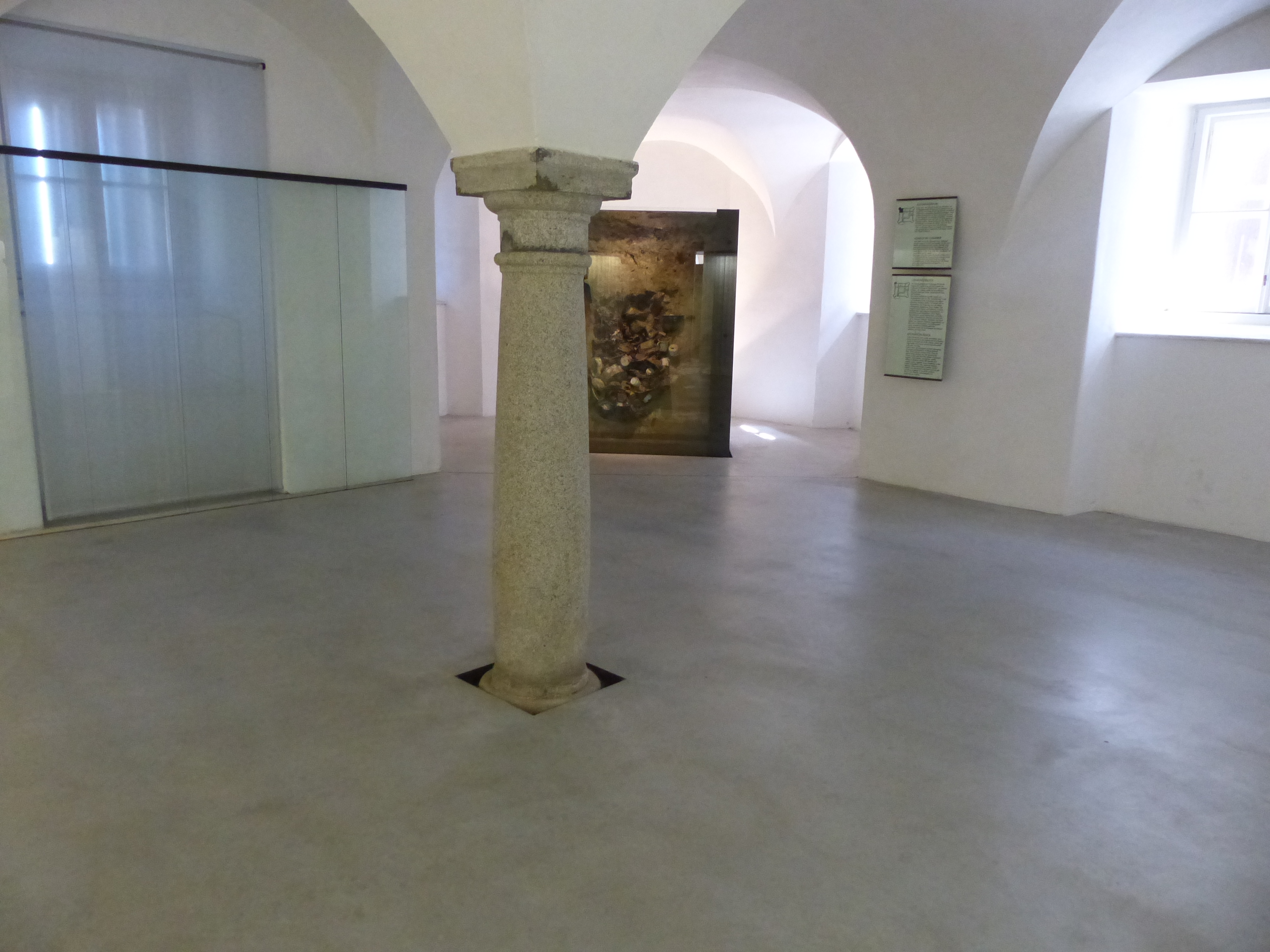
Im ehemaligen Untersuchungsraum wird heute der Opfer gedacht.
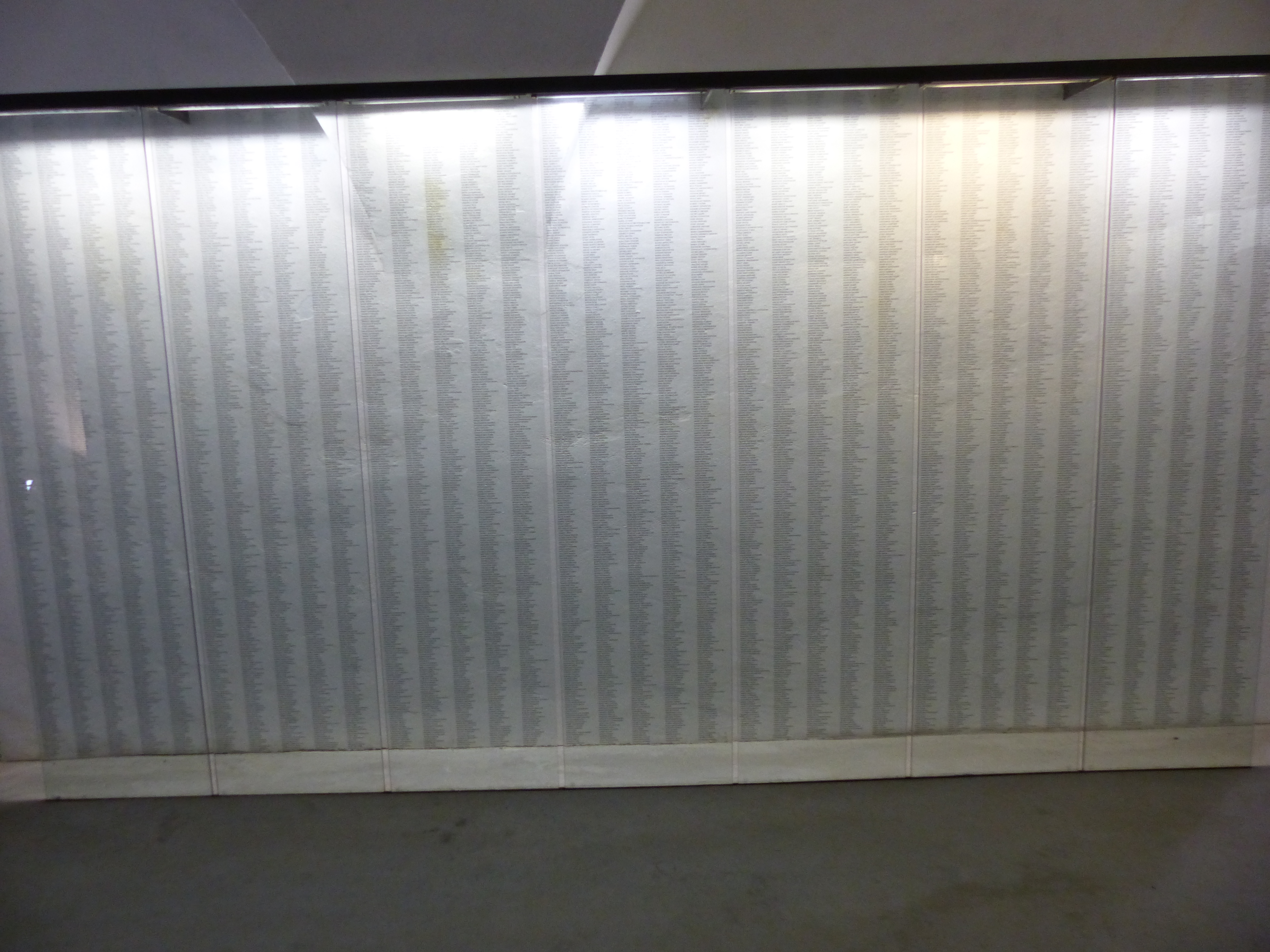
Die rund 23.000 bekannten Namen von in Hartheim ermordeten Menschen stehen in einer zufälligen Reihenfolge auf Glasplatten.
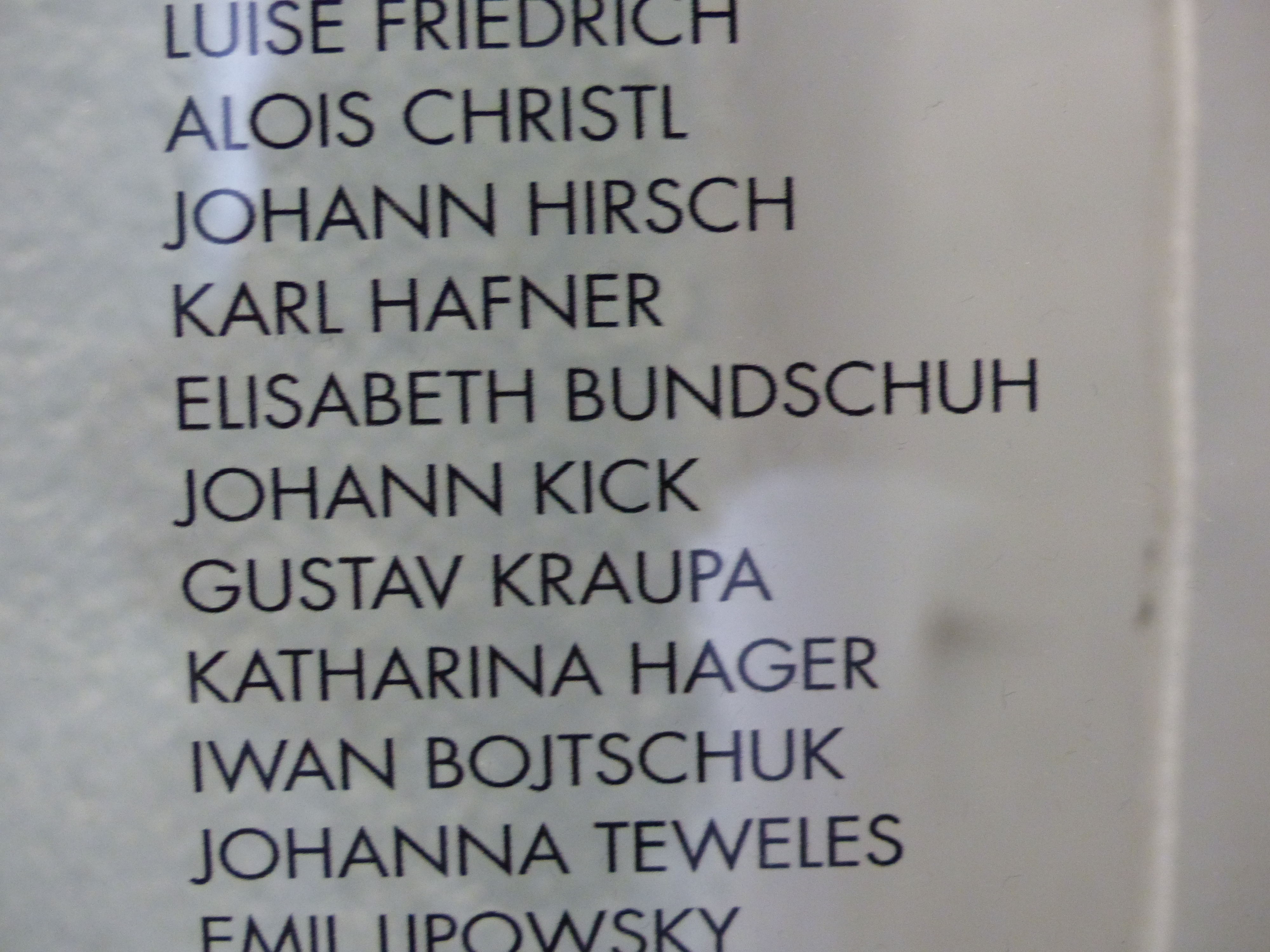
Elisabeth Bundschuh aus Riedlingsdorf wurde im Februar 1941 ermordet.
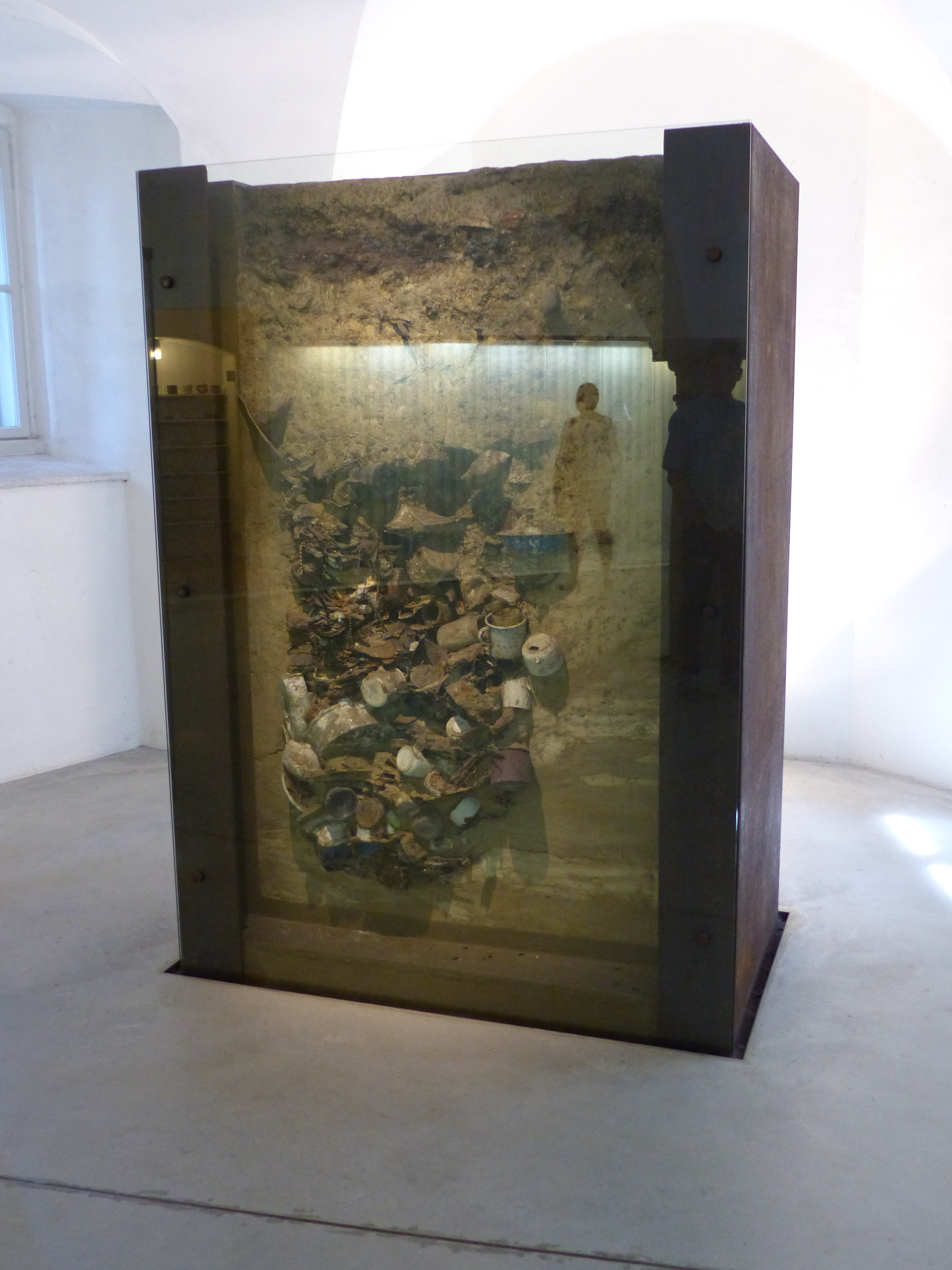
Ausstellung des Ausgrabungsblockes
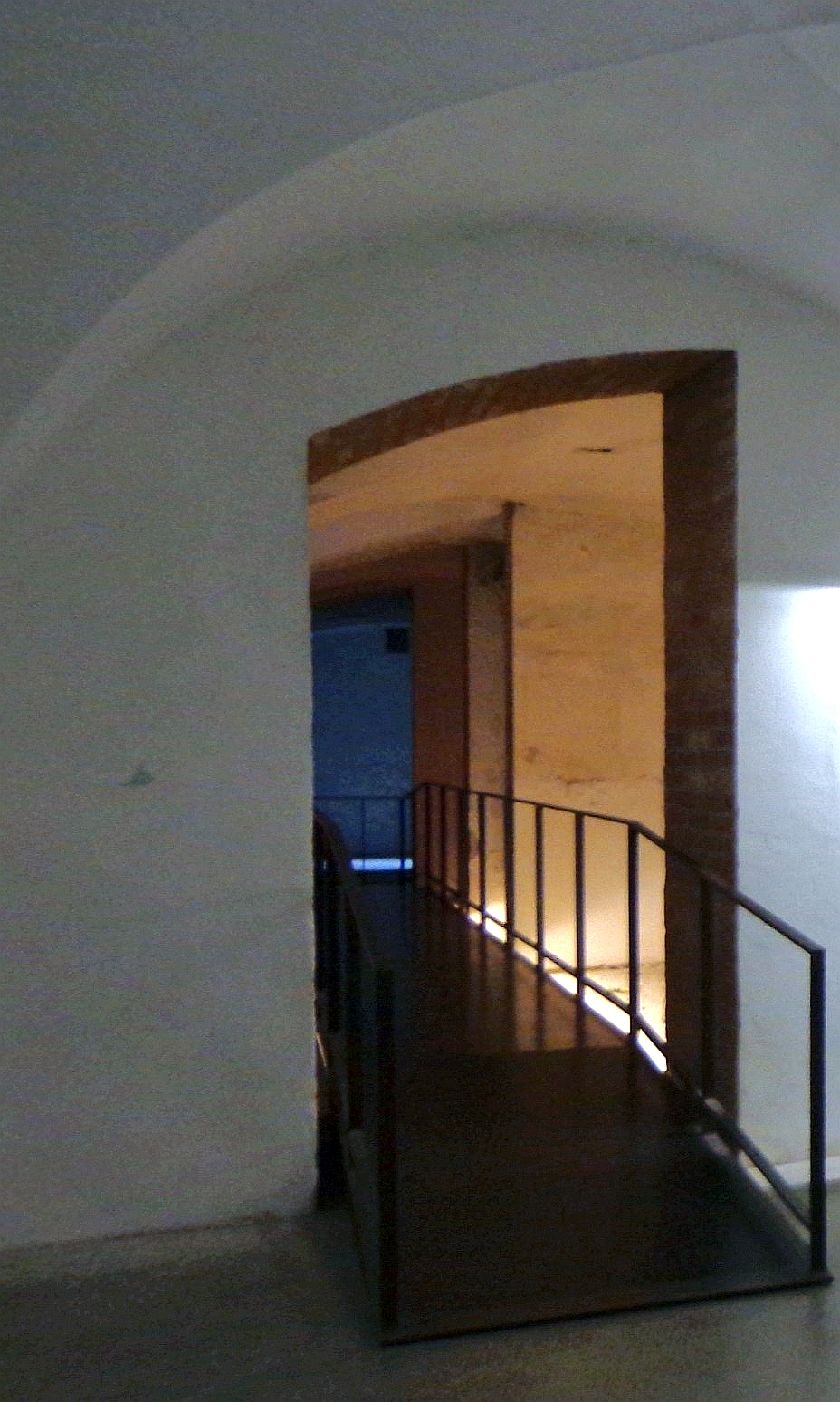
Der Untersuchungsraum ist Ausgangspunkt des Steges, der in die ehemaligen Tötungsräume führt.

### Gaskammer

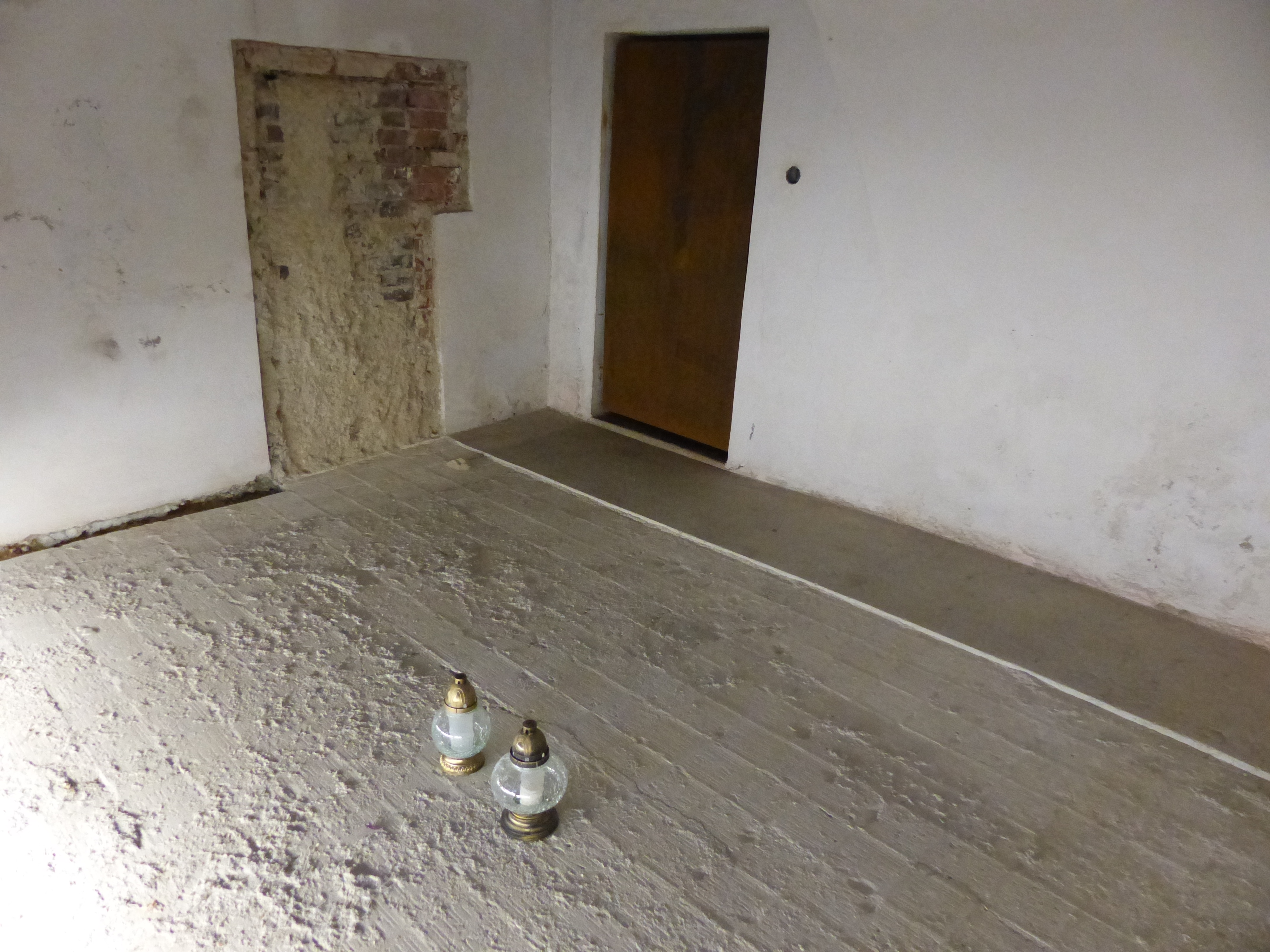
Die ehemalige Gaskammer, die über einen Steg begangen werden kann

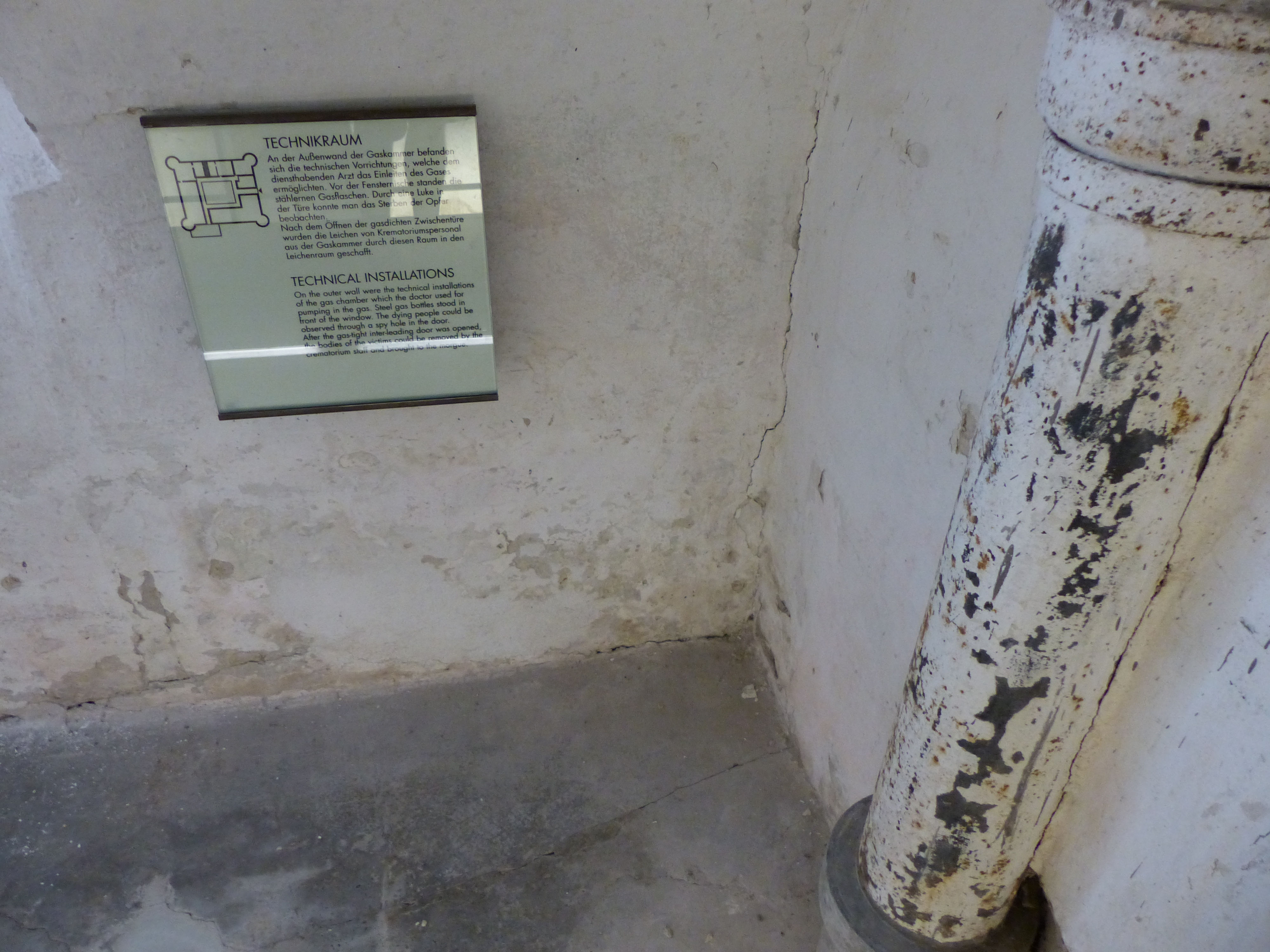
Technikraum, in dem die Gasflaschen gelagert waren

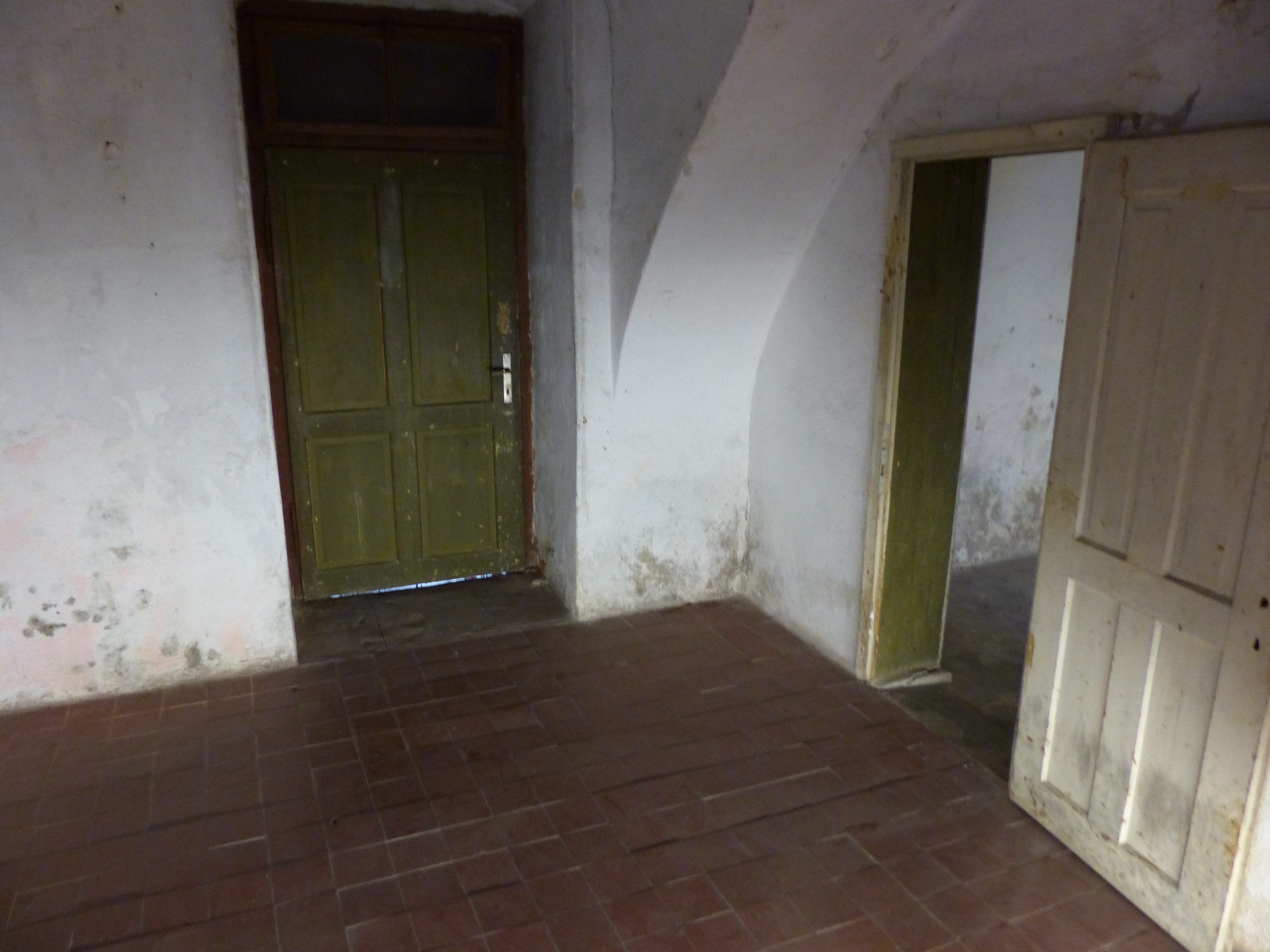
Leichenraum, in dem die Leichname der Opfer zwischengelagert wurden

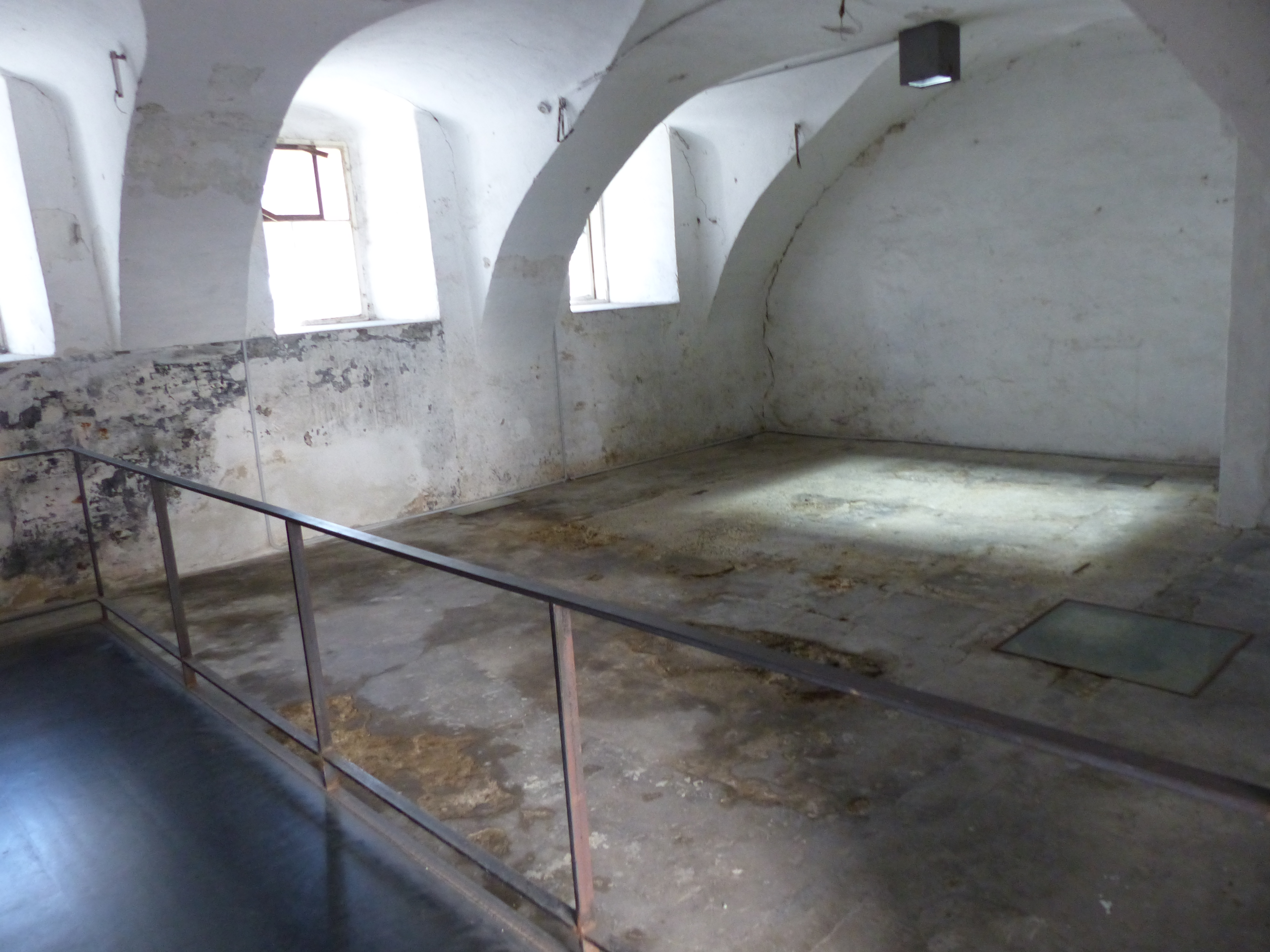
Krematorium: Platz des Ofens ist durch die Deckenbeleuchtung gekennzeichnet

Unmittelbar nach der Untersuchung erfolgte in der angrenzenden Gaskammer die Vergasung der Menschen. Diese Kammer war vom Untersuchungsraum durch eine gasdichte Stahltür getrennt. Um die Opfer zu täuschen, befanden sich drei Duschköpfe an der Decke. Auf der Hofseite gab es ein Guckloch, über das der Tötungsvorgang beobachtet werden konnte. Die Vergasung erfolgte meist in Gruppen von 30 bis 60 Personen durch das Einleiten von Kohlenmonoxid über ein perforiertes Rohr in Bodennähe. Die Öffnung des Gashahns und somit den unmittelbaren Akt der Ermordung der Menschen nahmen in der Regel die Ärzte, in Ausnahmefällen auch die „Brenner“, vor. Nach zehn bis fünfzehn Minuten waren die Menschen in dem rund 25 Quadratmeter kleinen Raum tot. Nach einer Stunde, nachdem das Gas abgelassen worden war, schafften die „Brenner“ die Leichname in den Leichenraum.
Heute kann die ehemalige Gaskammer über einen Steg, der im ehemaligen Untersuchungsraum beginnt, begangen werden.

### Technikraum
Im anschließenden kleinen Technikraum war das Kohlenmonoxid in Gasflaschen gelagert, welche man von der Firma I.G. Farben aus Ludwigshafen bezog.
Auch der ehemalige Technikraum kann heute über den Steg begangen werden.

### Leichenraum
Nach dem Tötungsvorgang leitete man das Gas ab, danach transportierten die „Brenner“ die Leichname der Opfer in den sogenannten Leichenraum. Dort verblieben sie oft für mehrere Tage, bis sie im Krematorium verbrannt werden konnten. Der 1947 in Landsberg am Lech für seine Taten hingerichtete „Brenner“ Vinzenz Nohel beschrieb in einer Zeugenaussage makabere Details dieses Prozesses.
Der heute im Untersuchungsraum beginnende Steg führt auch durch den verfliesten Leichenraum und ermöglicht so eine Begehung durch den Besucher der Gedenkstätte.

### Krematorium
Der in Schloss Hartheim installierte Krematoriumsofen stammte von der Firma Kori und verfügte über zwei Brennkammern, in denen bis zu acht Tote gleichzeitig verbrannt werden konnten. Die Befeuerung des Ofens erfolgte mittels Koks. Da nicht der gesamte Körper eines Opfers verbrannte, setzte man auch eine elektrische Knochenmühle ein, um die Knochen der Toten zu zermahlen. Die Asche des Krematoriums füllte man in Säcke und brachte sie anfangs mittels eines Lieferwagens zur rund vier Kilometer entfernten Donau. Im weiteren Verlauf erfolgte die Entsorgung der Asche im Schlossgarten, wo sie 2001 im Zuge der archäologischen Grabungen gefunden wurde. Einen Teil der Asche sandte man auch in Urnen an Angehörige, wobei man diese Urnen wahllos mit den Rückständen des Krematoriums befüllte.
Heute endet der Steg, über den die einzelnen Funktionsräume der Tötungsaktion besichtigt werden können, im ehemaligen Krematoriumsraum. Da im Zuge des Rückbaues Ende 1944 auch der Krematoriumsofen verschwand, wird seine alte Position exakt von der Decke mit Licht ausgeleuchtet.

## T4-Zentrale ab August 1943 in Hartheim und Weißenbach am Attersee
Aufgrund des Luftkrieges wurde die Zentrale der NS-Euthanasie von der Tiergartenstraße 4 in Berlin hierher in die Ostmark, nach Österreich verlegt, damals spöttisch gerne als Luftschutzkeller des Reiches bezeichnet. Der Umzug sicherte die weitere Durchführung der zentral geplanten und organisierten Verbrechen. Die Statistik sowie die Akten von Paul Nitsche – Korrespondenz, Notizen und Berichte – gelangten vermutlich während der Übersiedlung der Zentraldienststelle T4 nach Hartheim (Büroabteilung, Kostenverrechnungsstelle) und ins Erholungsheim „Villa Schoberstein“ bei Weißenbach am Attersee (Medizinische Abteilung).

## Reaktion der Hartheimer Bevölkerung
Die Tötungsanstalt blieb in Hartheim nicht unbekannt. Aus den Schornsteinen stieg schwarzer Rauch, der nach verbranntem Fleisch roch, und die Anrainer konnten beobachten, wie mehrmals täglich Busse von immer neuen Opfern ankamen. Die Bevölkerung unternahm nichts, da ihnen bei Zuwiderhandeln die Deportation drohte. Ausnahmen waren der Christlichsoziale Ignaz Schuhmann und der Sozialdemokrat Leopold Hilgarth. Beide wurden von der Gestapo gefasst, zum Tode verurteilt und im Jänner 1945 hingerichtet.

## Todesopfer

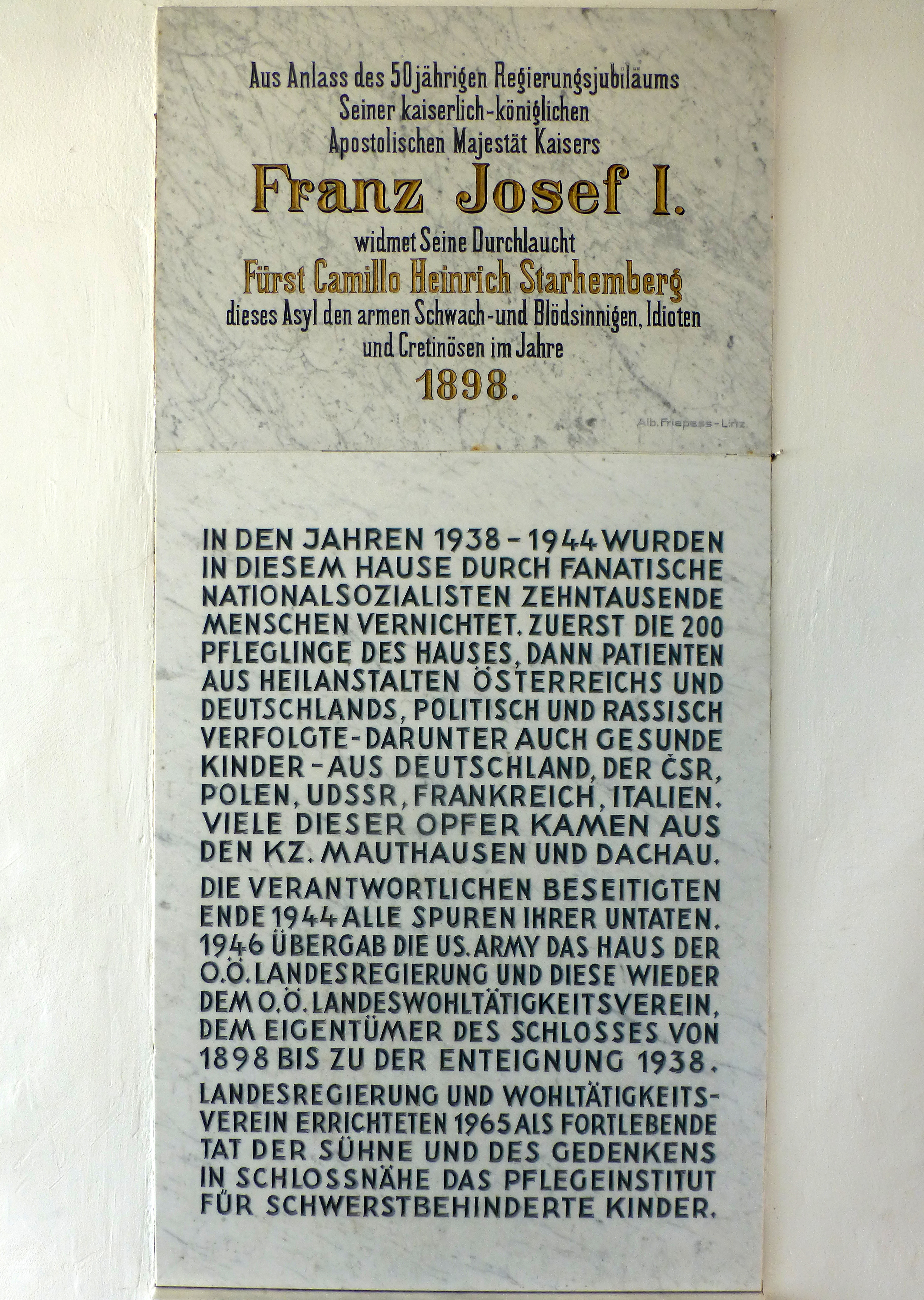
Gedenktafeln in Schloss Hartheim

Im Rahmen der Aktion T4 war Hartheim das Mordzentrum für Opfer aus der „Ostmark“, aus Bayern und der Untersteiermark:
- Aus der Landesheil- und Pflegeanstalt für Geisteskranke „Am Feldhof“ in Graz mit 2100 Betten kamen die ersten beiden Transporte im April und Mai 1940 mit rund 400 Patienten nach Hartheim
- Aus der Heil- und Pflegeanstalt Mauer-Öhling mit 2000 Betten wurden zwischen Mitte Juni bis Mitte Juli 1940 ungefähr 600 Patienten nach Hartheim gebracht.
- Aus der Heil- und Pflegeanstalt der Stadt Wien in Ybbs an der Donau mit 1650 Betten begannen die Transporte in der zweiten Augusthälfte 1940.
- Aus den großen bayerischen Anstalten, der Heil- und Pflegeanstalt Eglfing-Haar bei München, Kutzenberg und Regensburg wurden beginnend mit Sommer 1940 Patienten nach Hartheim gebracht.
- Aus der Landesnervenheilanstalt Gugging in Niederösterreich wurden die ersten Transporte im September 1940 nach Hartheim geführt.
- Aus der Heil- und Pflegeanstalt Am Steinhof in Wien mit fast 4000 Betten wurden mehr als 3200 Patienten nach Hartheim gebracht und ermordet.[24]
- Aus der der Heil- und Pflegeanstalt in Hall in Tirol und dem St. Josef-Institut in Mils bei Hall kamen die ersten Transporte im Anfang Dezember 1940 nach Hartheim.
- Aus der Landes-Heil- und Pflegeanstalt Valduna in Rankweil wurden im Februar 1941 etwa 130 von 200 Patienten abtransportiert.
- Aus der Landesheil- und Pflegeanstalt Salzburg-Lehen begannen die Transporte im April 1941.
- Aus den Anstalten in Celje und Maribor wurden nach der Okkupation Jugoslawiens im Balkanfeldzug (1941) die zur Ermordung bestimmten Personen über die Anstalt Feldhof in Graz nach Hartheim transportiert.

### Bekannte Todesopfer
- Richard Aspöck (1919–1941), österreichischer Gärtnergehilfe
- Teodor Drapiewski (1880–1942), polnischer katholischer Priester
- Erwin Hanslik (1880–1940), österreichisch-polnischer Kulturgeograph, Historiker und Publizist
- Bernhard Heinzmann (1903–1942), deutscher katholischer Priester
- Friedrich Karas (1895–1942), österreichischer katholischer Priester
- Jan Kowalski (1871–1942), polnischer Bischof der Altkatholischen Kirche der Mariaviten
- Friederike (Friedl) Roth geborene Reichler (1900–1940), Ehefrau des Schriftstellers Joseph Roth[25]
- Ida Maly (1894–1941), österreichische Malerin
- Gottfried Neunhäuserer (1882–1941), österreichischer Benediktinerpater
- Werner Sylten (1893–1942), evangelischer Theologe
- Aloisia Veit (1891–1940), Entfernte Verwandte von Adolf Hitler[26]
- Maria Karoline von Sachsen-Coburg-Gotha (1899–1941) Linie Kohary, 1941 auf Schloss Hartheim ermordet.

### Zu den Geistlichen
Insgesamt ermordete man 310 polnische, sieben deutsche, sechs tschechische, vier luxemburgische, drei niederländische und zwei belgische Priester. Zahlreiche von ihnen waren aus dem Pfarrerblock des Lagers Dachau abtransportiert worden.
Auch der Geistliche Hermann Scheipers war in den Invalidenblock verlegt worden, um nach Hartheim verbracht zu werden. Scheipers Schwester – die in Briefkontakt mit ihrem Bruder stand – wandte sich an einen gewissen Dr. Bernsdorf, Mitarbeiter des RSHA Berlin-Oranienburg, der für die Priester im Pfarrerblock zuständig war. Angeblich konfrontierte sie ihn, im Münsterland sei es ein offenes Geheimnis, dass inhaftierte Priester ins Gas geschickt würden. Bernsdorf sei bei dem Gespräch angeblich nervös geworden und telefonierte mit der Kommandantur von Dachau. Scheipers berichtet, es sei noch am selben Tag, dem 13. August 1942, eine Reaktion erfolgt: Er und drei weitere deutsche Geistliche wurden vom Invalidenblock (hier sammelte die SS Häftlinge für den Abtransport) zurückverlegt in den Pfarrerblock.

## Aufgabenbereiche des Hartheimer T4-Personals und dessen gerichtliche Verfolgung
Der Personenkreis, der sich in Schloss Hartheim in den Jahren 1940 bis 1944 je nach Aufgabengebiet mehr oder weniger schwer mit Schuld belastet hatte, umfasste rund 60 bis 70 Personen.

### Täter und deren Aufgabenbereiche

#### Ärzte
Wie bereits erwähnt, hatten die beiden Tötungsärzte die Aufgabe den Gashahn zu öffnen und waren somit für den unmittelbaren Tötungsvorgang verantwortlich. Sie standen aber auch formell auf der höchsten Stufe innerhalb der Hierarchie in der Tötungsanstalt. Zur weiteren Aufgabe der Ärzte gehörte es die Todesursache zu bestimmen und die Krankenakten zu führen. Personen mit Goldzähnen waren von ihnen entsprechend zu kennzeichnen und ebenso Menschen, denen später Organe entnommen werden sollten. Auch die Vertretung der Anstalt nach außen gehörte zu ihren Aufgaben. Als Ärzte waren in Hartheim beschäftigt:
- Rudolf Lonauer war leitender NS-„Euthanasie“-Arzt in Hartheim, in der Landesirrenanstalt Niedernhart in Linz sowie in der Ausweichstelle Schloss Gschwendt in Neuhofen an der Krems. Sowohl in Niedernhart als auch in Schloss Gschwendt tötete er Patienten durch Verabreichung von Gift. Zusammen mit seinem Stellvertreter Renno nahm er auch Selektionen an Häftlingen im KZ Gusen vor. Nachdem er zuerst seine Kinder ermordet hatte, beging er anschließend zusammen mit seiner Ehefrau am 5. Mai 1945 in Neuhofen an der Krems Selbstmord und entzog sich dadurch einer strafrechtlichen Verfolgung.[30]
- Georg Renno war Rudolf Lonauers Stellvertreter und ebenfalls mit den Vollmachten eines NS-Euthanasie-Arztes ausgestattet. Nach Kriegsende gelang es Renno unterzutauchen, nachdem er ab 1955 wieder seinen richtigen Namen verwendete, erfolgte 1961 seine Verhaftung in Deutschland. Im Zuge der Vorbereitung auf seinen Prozess wurde von der Generalstaatsanwaltschaft Frankfurt am Main, der sogenannte „Renno-Akt“ angelegt, der eine Fülle von Informationen in Form von Dokumenten oder Zeugenaussagen enthielt. 1967 begann der Prozess gegen Georg Renno, der diesen verhandlungstaktisch immer wieder zu verzögern versuchte. Nach einer Blinddarmentzündung wurde der Prozess 1970 vorläufig eingestellt. Aufgrund weiterer echter bzw. vorgetäuschter Erkrankungen erfolgte 1975 die endgültige Einstellung der gerichtlichen Verfolgung.[31] Er starb 1997, ohne dass er in einem ausführlichen Interview kurz vor seinem Tod Reue gezeigt hätte.[32]

#### Pflegepersonal
Zur Aufgabe des Pflegepersonals gehörte es, die im Bus ankommenden Menschen in den Auskleideraum zu führen. Dort hatten sich die Opfer zu entkleiden, das Pflegepersonal half dabei und sammelte und registrierte Kleidungsstücke und Habseligkeiten der Menschen. Danach wurden die nunmehr nackten Menschen vom Pflegepersonal in den Aufnahmeraum, wo bereits der diensthabende Arzt wartete, gebracht. Bei Opfern, die fotografiert werden sollten, war es oft notwendig, dass sie von zwei Pflegern gestützt werden mussten. Wenn alle Prozeduren durchlaufen waren, wurden die Menschen vom Pflegepersonal in die Gaskammer geführt.
Da es zu Beginn der Aktion T4 Mitte Mai 1940 zu wenige Pfleger gab, wurden für die Erledigung einzelner oben beschriebener Aufgaben auch Mitglieder des Büropersonals herangezogen. Auch die Transportbegleiter, Pfleger wie Karl Harrer und Kurt Steubl, welche die Transporte aus Niedernhart begleiteten, halfen in der ersten Betriebsphase bei diesen Arbeitsvorgängen mit.
Die ersten Mitglieder des Pflegepersonals, Oberschwester Gertrud Blanke und Hermann Wentzel, kamen nur wenige Wochen vor Beginn der Tötungsaktion nach Hartheim. Die Personalsituation entspannte sich erst, als Mitte Oktober 1940 elf Pfleger und Pflegerinnen aus dem Personalstand der Heil- und Pflegeanstalt Ybbs an der Donau nach Hartheim dienstverpflichtet wurden. Unter ihnen befand sich auch Franz Sitter, der nach zehn Tagen um die sofortige Enthebung von der Dienstverpflichtung ansuchte, nachdem ihm bewusst geworden war, welche Aufgabe es in Schloss Hartheim zu erfüllen galt. Als Begründung gab er an, dass er einrücken wolle. Tatsächlich wurde ihm dieser Wunsch am 6. Februar 1941 erfüllt.
Folgende Pfleger wurden in den Anstalten Hartheim, Niedernhart und Gschwend im Rahmen der Aktion T4 eingesetzt:
- Johann Baumgartner, geboren am 9. Jänner 1896. Als Oberpfleger in Niedernhart war er für die Diensteinteilung des Personals und die Übermittlung der täglichen Zu- und Abgänge von Pfleglingen verantwortlich. Gegen ihn gab es 1948 Voruntersuchungen, die Anzeige wurde aber im Mai 1948 von der Staatsanwalt zurückgelegt.[36]
- Gertrud Blanke, gebürtig aus Berlin, war das erste Mitglied des Pflegepersonals, das ab April 1940 seinen Dienst in Hartheim versah. Sie wurde später die Chefin des Pflegepersonals und hielt sich noch 1944 in Hartheim auf.[37] Die Staatsanwaltschaft stellte am 25. Februar 1947 ihre Erhebungen ein, weil die Beschuldigte nicht auffindbar war.[38]
- Karl Harrer, geboren am 14. Dezember 1893, arbeitete als Pfleger in Niedernhart und wurde von Klinikvorsteher Rudolf Lonauer mit dem Transport der Patienten von Niedernhart nach Hartheim beauftragt.[34] In seinem Prozess beschrieb Harrer die Abläufe in der Frühphase der Aktion T4 sowie seine Hilfestellungen für Lonauer bei Patientenmorden in Niederhart. Er wurde am 3. Juli 1948 für schuldig gesprochen und zu 66 Monaten Haft verurteilt.[39]
- Leopold Lang, geboren am 30. Oktober 1899, arbeitete als Pfleger in Niedernhart, und dürfte selbst nie in Schloss Hartheim gewesen sein. Da er aber in Niedernhart Klinikvorsteher Rudolf Lonauer bei Patientenmorden assistierte, wurde Lang am 3. Juli 1948 zu 36 Monaten Haft verurteilt.[40]
- Karl Steubel, geboren am 25. Oktober 1910, war Pfleger in Niedernhart und als Oberpfleger[41] von 1939 bis 1942 für die Transporte zwischen seiner Arbeitsstelle und Hartheim verantwortlich. Im Zuge der Aktion Reinhardt war er als Mitglied der SS-Wachmannschaft im Vernichtungslager Sobibor eingesetzt, wo er unter den Häftlingen als sadistisch und gefühllos galt.[42] Im Zuge der gerichtlichen Aufarbeitung der Verbrechen von Schloss Hartheim wurden gegen ihn Voruntersuchungen eingeleitet. Da er am 21. September 1945 Suizid begangen hatte, stellte die Staatsanwaltschaft am 25. Februar 1947 das Verfahren gegen ihn ein.[43]
- Anton Schrottmayer, geboren am 11. März 1899, arbeitete als Pfleger in Ybbs an der Donau und gehörte zu jenen elf Pflegekräften, die im Oktober 1940 nach Hartheim dienstverpflichtet wurden. Während der Aktion T4 arbeitete er als Transportbegleiter. 1942 wurde er in die Außenstelle Gschwendt versetzt, wo er im Auftrag von Lonauer auch selbst todbringende Injektionen verabreichte. Er gestand diese Morde am 3. August 1946 vor dem Bezirksgericht Ybbs an der Donau, am Tag darauf beging er im Gefangenenhaus des Bezirksgerichtes Suizid. Die Staatsanwaltschaft stellte daraufhin am 25. Februar 1947 das Verfahren gegen ihn ein.[44]

Weitere Mitglieder des Pflegepersonals waren Anna Griessenberger, Franz Gindl, Hermine Gruber, Margarethe Haider, Maria Hammelsböck, Maria Lambert, Hermann Merta, Maria Raab, Maria Wittmann sowie Hermann Wentzl, welcher als Pathologe für die von Lonauer und Renno angeordneten Organentnahmen verantwortlich war. Einige dieser Kräfte (Anna Griessenberger und Margarethe Haider) kehrten nach dem Abbruch der Aktion T4 wieder an ihre alte Arbeitsstelle nach Ybbs an der Donau zurück.
Maria Hammelsböck und Maria Lambert meldeten sich für einen Sanitätseinsatz an die Ostfront. Die prekäre Situation im Winter 1941/42 hatte Viktor Brack, einen der Mitorganisatoren der Aktion T4, veranlasst, mit Pflegepersonal aus den Tötungsanstalten und rund 150 Omnibussen in Minsk und Smolensk im Bereich der Heeresgruppe Mitte sowie am Peipussee im Bereich der Heeresgruppe Nord bei der Behandlung der vielen Verwundeten zu helfen. Die Aktion erfolgte im organisatorischen Rahmen der Organisation Todt, daher wurden Maria Hammelsböck und Maria Lambert im Dezember 1941 in Berlin als Schwestern der Organisation Todt eingekleidet. Beim anschließenden Sanitätseinsatz, der zwischen Jänner und März 1942 stattfand, waren auch die beiden Hartheimer Chaffeure Franz Mayrhuber und Johann Lothaller mit ihren Omnibussen dabei.

#### Verwaltungspersonal
Die Aufgabe des Verwaltungspersonals im Zuge der Aktion T4 war mannigfaltig. So gab es die Funktion des „Büroleiters“, dessen Aufgabenbereich ähnlich umfangreich war wie jene des ärztlichen Leiters. Er war Vorstand des Sonderstandesamtes, das eingerichtet wurde, um die zahlreichen Todesfälle zu verschleiern. Weitere Vertuschungsmaßnahmen waren, dass die Angehörigen eines Opfers sowohl von der abgebenden Anstalt als auch von Schloss Hartheim von der Abfahrt bzw. Ankunft informiert wurden. Allerdings erfolgte dies stets um einige Tage zeitversetzt, die jeweilige Person war zu diesem Zeitpunkt bereits tot. Weitere zehn bis zwanzig Tage später gab es dann ein zweites Schreiben aus Hartheim, in dem man in Form eines „Trostbriefes“ unter Angabe einer fingierten Todesursache über den Tod des Angehörigen informierte. Mit diesem falschen Todeszeitpunkt wurden auch Sozialversicherungsträger oder Fürsorgeverbände um Millionen Reichsmark betrogen. Neben der Organisation dieses Schriftverkehrs war der Büroleiter auch für den Urnenversand und ortspolizeiliche Angelegenheiten verantwortlich. Für diese Funktion wurden daher oft Polizeibeamte ausgewählt. Im Fall von Hartheim war dies mit Christian Wirth ein Polizeioffizier und SS-Sturmbannführer, der bereits in anderen Euthanasieanstalten entsprechende Erfahrungen gesammelt hatte.
Eine weitere wichtige Funktion war die des Wirtschaftsleiters, der für die Beschaffung sämtlicher Sachmittel verantwortlich zeichnete.
Unterstützt wurden diese Hauptfunktionen von einer Reihe von Bürohilfskräften, in der Mehrzahl Frauen. Einige dieser Kräfte wie Irmgard Ladwig, die Sekretärin von Christian Wirth, oder Irmgard Schwab kamen direkt aus der T4-Zentrale aus Berlin nach Schloss Hartheim. Viele andere wie Karoline Burner, Gertraud Dirnberger, Annemarie Gruber, Helene Hintersteiner, Maria Hirsch, Marianne Kuttelwascher, Elisabeth Lego, Siegfriede Muckenhuber und Margit Troller wurden eigens angeworben.
Hauptverantwortlich für diese Rekrutierung des untergeordneten Personals waren, bestätigt durch spätere Zeugenaussagen, die beiden Gauinspekteure Stefan Schachermayr (1912–2008) und Franz Peterseil (1907–1991) sowie Adolf Gustav Kaufmann (1902–1974), Leiter der Inspektionsabteilung der Zentraldienststelle der T4 in Berlin. In der Anlaufphase der Aktion T4 mussten einige dieser Bürokräfte aufgrund des Mangels an Pflegekräften deren Aufgaben übernehmen, d. h. den Opfern beim Entkleiden helfen. Später, als ausreichend Pfleger und Pflegerinnen vorhanden waren, entfielen zwar diese Tätigkeiten, allerdings gab es im Untersuchungsraum persönlichen Kontakt mit den Opfern. Dort mussten einige der Bürokräfte entsprechend der Anweisungen von Lonacher und Renno verschiedene Listen verfassen.

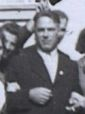
Franz Reichleitner, Verwaltung

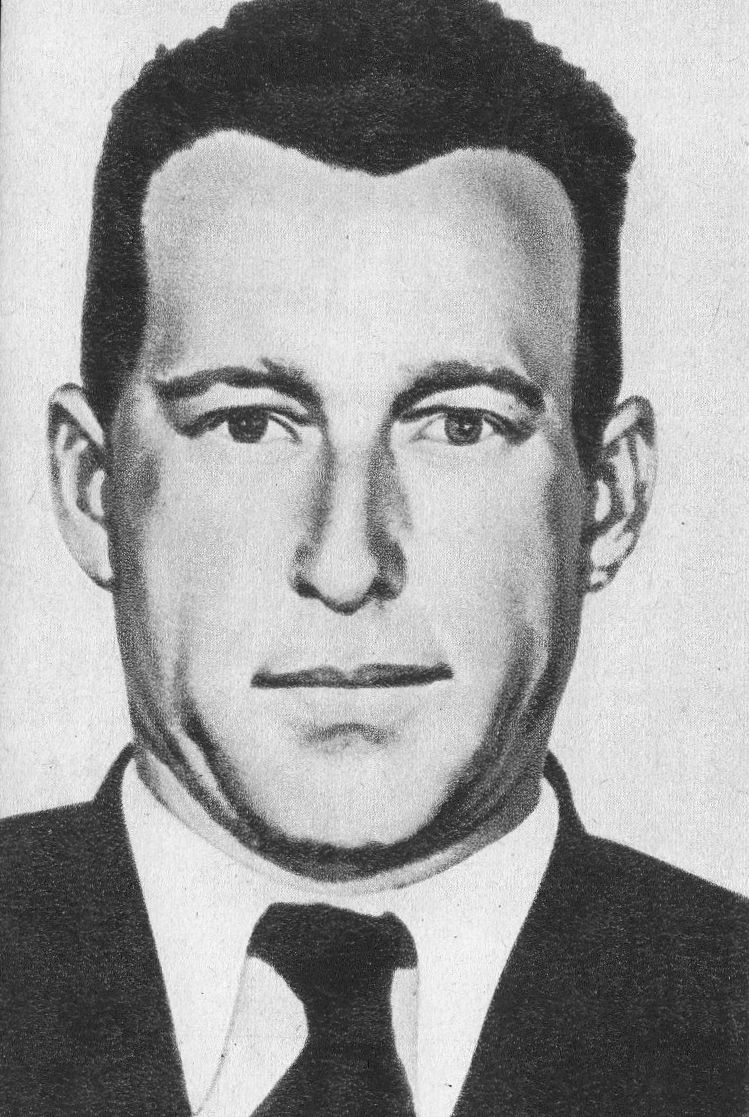
Franz Stangl, stellvertretender Büroleiter

Nach dem Abbruch der Aktion T4 wurde das Fachwissen des Verwaltungspersonals im Rahmen der Aktion Reinhardt benötigt. Einige der Hartheimer Verwaltungsbeamten stiegen zwischenzeitlich zu Lagerkommandanten von Vernichtungslagern im Generalgouvernement auf. Nachdem auch diese Tätigkeit ein Ende gefunden hatte, fanden sich die meisten von ihnen in der Sonderabteilung Einsatz R wieder, wo sie in der Operationszone Adriatisches Küstenland ihr Mordhandwerk weiterbetrieben.
- Franz Reichleitner: Kriminalpolizist und Gestapo-Beamter aus Linz. In Hartheim war er Stellvertreter von Franz Stangl, nach Abbruch der Aktion T4 stieg er im Rahmen der Aktion Reinhardt zum Kommandanten des Vernichtungslagers Sobibor auf. Am 3. Jänner 1944 wurde er im Zuge seiner Tätigkeit in der „Sonderabteilung Einsatz R“ bei Rijeka von Partisanen erschossen.
- Franz Stangl: Kriminalpolizist und Gestapobeamter. In Schloss Hartheim war er Nachfolger von Christian Wirth als Büroleiter. Während der Aktion Reinhardt wurde er Kommandant der Vernichtungslager Sobibor und Treblinka. Danach war auch er in der „Sonderabteilung Einsatz R“ tätig. Nach dem Krieg flüchtete er zusammen mit Gustav Wagner, wegen der Hartheim-Prozesse in Linz, 1948 zuerst nach Syrien, 1951 emigrierte er nach Brasilien. 1967 erfolgte auf Betreiben von Simon Wiesenthal seine Verhaftung und Auslieferung nach Deutschland. 1970 verurteilte ihn das Landgericht Düsseldorf im dritten Treblinka-Prozess zu lebenslanger Haft. Er legte Berufung gegen das Urteil ein und starb 1971 in der Haftanstalt an einem Herzversagen.
- Gustav Wagner: Verwaltungsbeamter in Schloss Hartheim. Im Zuge der Aktion Reinhardt wurde er stellvertretender Kommandant des Vernichtungslagers Sobibor. Danach war auch er in der „Sonderabteilung Einsatz R“ tätig. Nach dem Krieg floh Wagner zusammen mit Franz Stangl nach Syrien, danach emigrierte er wie Stangl nach Brasilien. Simon Wiesenthal konnte auch ihn aufspüren. Seine Verhaftung erfolgte 1978, zwei Jahre später soll er sich nach Aussagen seines Anwaltes das Leben genommen haben.

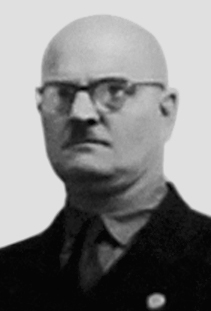
Christian Wirth, Büroleiter

- Christian Wirth: Kriminalkommissar und erster Büroleiter von Schloss Hartheim. Er wurde später zum Inspekteur aller Euthanasie-Anstalten ernannt. Im Rahmen der Aktion Reinhardt war er zuerst Kommandant des Vernichtungslagers Belzec, ab August 1942 Inspekteur der Vernichtungslager. Vermutlich ab September 1943 leitete er die „Sonderabteilung Einsatz R“. Am 26. Mai 1944 wurde er von Partisanen erschossen.

Als Wirtschaftsleiter waren in Schloss Hartheim tätig:
- Friedrich Vollmann, erster Wirtschaftsleiter von Schloss Hartheim (bis Dezember 1940)[46]
- Hans-Heinrich Lenz, als Wirtschaftsleiter Nachfolger von Vollmann, blieb bis Ende 1944 in Schloss Hartheim[52]
- Arthur Walther, Wirtschaftsleiter. Er dürfte von Anfang 1942 bis Ende 1944 in Hartheim in dieser Funktion tätig gewesen sein.[52] Unterbrochen wurde diese Tätigkeit durch eine Urlaubsvertretung, die er im September 1942 in einem der Vernichtungslager zu machen hatte.[42]

Nach dem Abbruch der Aktion T4 blieben nun noch wenige Bürohilfskräfte in Schloss Hartheim zurück. Ein Teil kehrte in die Zentrale nach Berlin zurück, andere fanden Anstellungen im Apparat der NSDAP oder bei staatlichen Stellen wie der Gauleitung (Gertraud Dirnberger), dem Gauschatzamt (Karoline Burner) oder dem Gaufürsorgeamt (Maria Hirsch). Diese Angestellten blieben aber trotzdem noch auf der Gehaltsliste der T4-Zentrale, weil man dort die Meinung vertrat, dass der Abbruch der Aktion T4 nur eine vorübergehende Unterbrechung darstellen würde. Daher wollte man das bewährte Personal behalten. Ein anderer Grund war, dass es sich bei diesen Personen um Geheimnisträger handelte.
Als 1943 die T4-Zentrale in Berlin einen schweren Bombentreffer erhielt und daraufhin Teile der Verwaltung nach Schloss Hartheim verlegt wurden, kehrten auch einige der ehemaligen Bürokräfte wie Helene Hintersteiner wieder nach Schloss Hartheim zurück.

#### Brenner
Die Aufgabe der sogenannten „Brenner“ umfasste im Wesentlichen die Beseitigung der Leichname. Dazu mussten sie die nackten Leichen der Opfer aus der Gaskammer holen und sie in den Leichenraum transportieren, um sie dort zwischenzulagern. Bei speziell gekennzeichneten Körpern mussten die Brenner die Goldzähne herausbrechen. Im Krematoriumsofen mit seinen zwei Brennkammern wurden von ihnen bis zu acht Menschen gleichzeitig verbrannt.
Obwohl bei der Aktion T4 eindeutig geregelt war, dass nur ein Arzt den Gashahn zu öffnen hatte, delegierten diese öfters diese Tätigkeit und somit das eigentliche Tötungsdelikt an die Brenner. Im Fall von Hartheim waren dies vornehmlich die beiden Oberbrenner Otto Schmidtgen und Josef Vallaster. Nach dem Abbruch der Aktion T4 blieben von den sechs Brennern nur Vinzenz Nohel und Otto Schmidtgen in Schloss Hartheim zurück. Bei den Vergasungen der KZ-Häftlinge, die unmittelbar nach der Aktion T4 begannen und bis in das Jahr 1944 erfolgten, gab es diese strenge Vorschrift hinsichtlich der Durchführung der Vergasung nicht. Somit ist bis heute nicht eindeutig geklärt, wer im Rahmen der Aktion 14f13 die Öffnung des Gashahnes vornahm. In Frage kommen Nohel und Schmidtgen, aber auch Angehörige der SS-Mannschaften, welche die Transporte begleiteten, sowie Hans-Joachim Becker, der sich nach der Verlegung der T4-Zentrale von Berlin nach Hartheim im Schloss aufhielt.

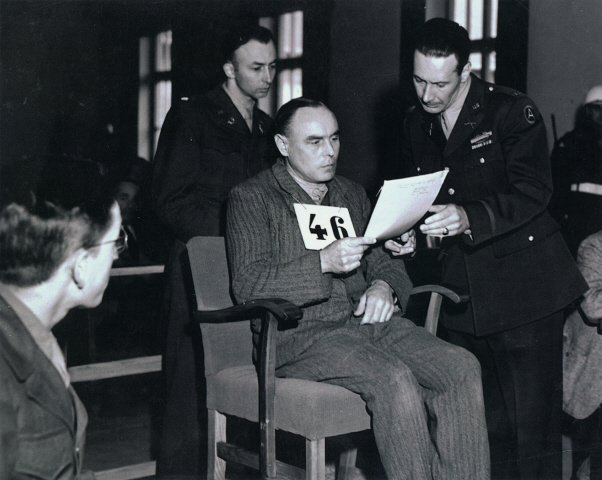
Vinzenz Nohel (während des Mauthausen-Prozesses 1946)

- Vinzenz Nohel kam am 2. April 1940 fast zeitgleich mit Josef Vallaster nach Hartheim. Da sich das Schloss gerade in der Umbauphase befand, mussten sie anfangs den Schmutz der Umbauarbeiten entfernen. Da Nohel als Brenner bei den Morden an den KZ-Häftlingen aus Mauthausen und Gusen nach 1941 mitbeteiligt war, wurde er vom Militärgericht der United States Army im Mauthausen-Hauptprozess in Dachau angeklagt. Nohel, in den amerikanischen Akten als „Fireman at Castle Hartheim“ bezeichnet, war der einzige unter den 61 Angeklagten, der relativ offen über seine Taten berichtete. Am 13. Mai 1946 wurde er zum Tod durch den Strang verurteilt, die Vollstreckung des Urteils erfolgte am 27. Mai 1947 im Kriegsverbrechergefängnis Landsberg.

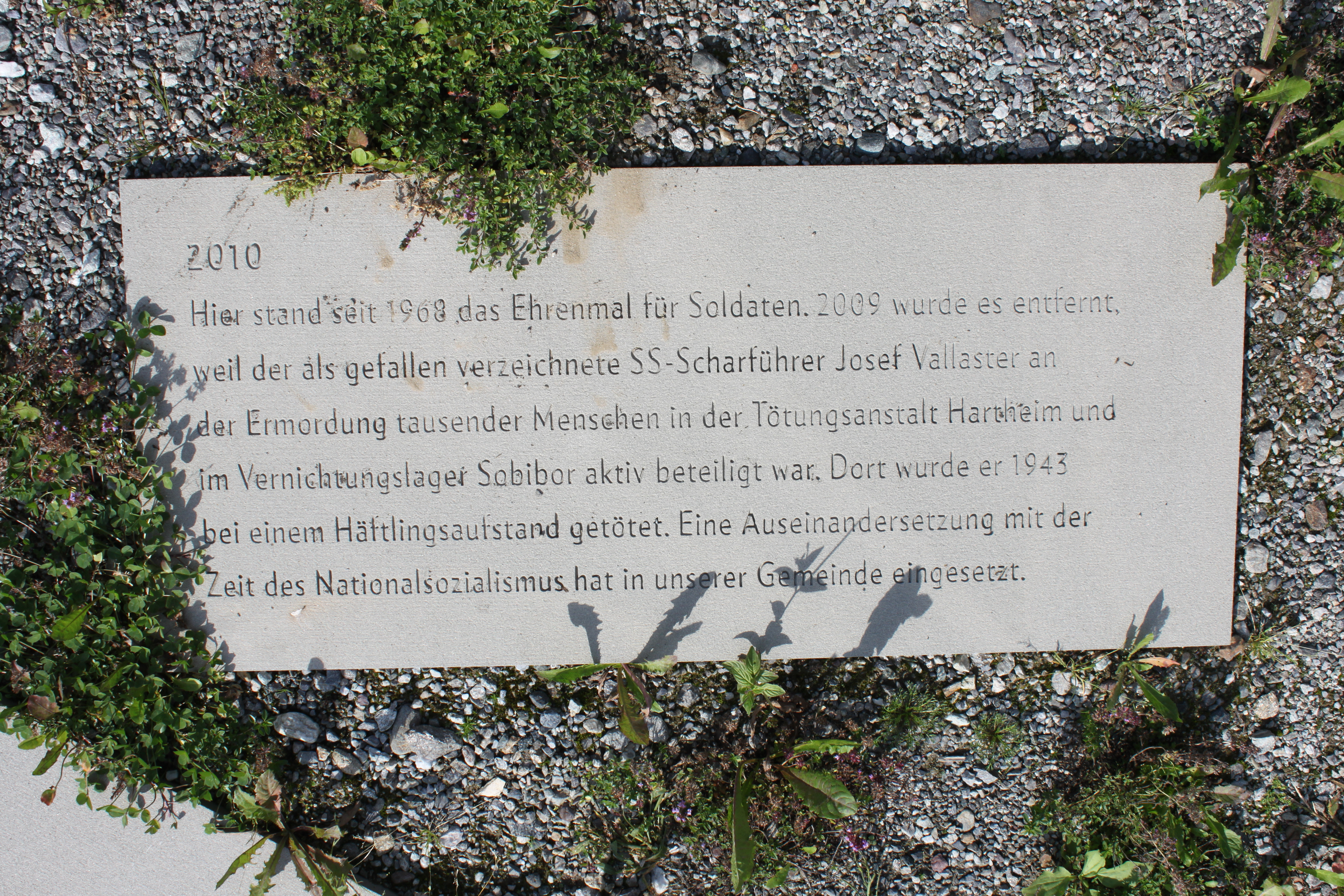
Gedenktafel in der Gemeinde Silbertal in der auf Josef Vallaster hingewiesen wird

- Josef Vallaster kam 1940 kurz vor Vinzenz Nohel nach Hartheim und half bei der Beseitigung der Folgen der Umbauarbeiten mit. Während der Aktion T4 war er gemeinsam mit Otto Schmidtgen einer der Oberbrenner. Aufgrund dieser Position ist wahrscheinlich, dass er in Abwesenheit der Euthanasie-Ärzte Lonacher und Renno auch den Gashahn bediente. Nach Abbruch der Aktion T4 trat Vallaster vermutlich der SS bei und wurde Aufseher im Vernichtungslager Sobibor. Am 14. Oktober 1943 wurde er im Zuge des Aufstandes im Vernichtungslager Sobibor mit dem Vorwand, er möge in der Schusterwerkstatt seine neuen Stiefel anprobieren, in eine Falle gelockt. Während der Anprobe wurde er von den jüdischen Lagerhäftlingen Itzhak Lichtman und dem Schuster Scholem Fleischacker mit einer Axt erschlagen. Anfang der 2000er Jahre setzte man sich in seinem Heimatort Silbertal kritisch mit der Zeit des Zweiten Weltkrieges auseinander. Im Zuge dieser Recherchen kam es zu einer öffentlichen Diskussion um die Person von Josef Vallaster, dessen Name auf dem örtlichen Kriegerdenkmal unter den Gefallenen stand. Im Zuge dieses Aufarbeitungsprozesses wurde das Kriegerdenkmal entfernt und stattdessen ein Erinnerungsplatz geschaffen, wo auch an die Taten von Josef Vallaster erinnert wird.

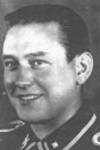
Kurt Bolender

- Otto Schmidtgen kam Anfang Juni 1940 nach Schloss Hartheim. Während Vallaster und Nohel Österreicher waren, wurden Schmidtgen und alle anderen Brenner von der T4-Zentrale in Berlin nach Hartheim geschickt.[55] Da Schmidtgen neben Vallaster einer der beiden Oberbrenner war und zusammen mit Vinzenz Nohel bis 1944 in Schloss Hartheim verblieb, kann man davon ausgehen, dass er auch die Öffnung des Gashahnes vornehmen musste.
- Kurt Bolender war Angehöriger der SS-Totenkopfverbände. Bolender wurde von der T4-Zentrale nach Hartheim versetzt. Nach dem Ende der Aktion T4 nahm er am Sanitätseinsatz der Organisation Todt an der Ostfront teil.[45] Im Rahmen der Aktion Reinhardt kam er ins Vernichtungslager Sobibor, wo er einen Teilbereich des Lagers leitete. Er machte sich bei dieser Tätigkeit hundertfachen Mordes schuldig[56] und war wegen seines Sadismus bei den Häftlingen gefürchtet.[42] Wie viele andere Angehörige der Aktion Reinhardt wurde er nach deren Ende Teil der „Sonderabteilung Einsatz R“. Nach dem Krieg lebte Bolender unter falschen Namen in Hamburg. 1961 wurde er verhaftet, nachdem seine Identität und sein Aufenthaltsort ermittelt werden konnten. Im Sobibor-Prozess der 1960er Jahre wurde ihm Mord in mindestens 360 Fällen zur Last gelegt. Am 10. Oktober 1966 nahm er sich in der Untersuchungshaft noch vor der Urteilsverkündung durch Erhängen sein Leben.
- Hubert Gomerski war ebenfalls Angehöriger der SS-Totenkopfverbände, und auch er kam über die T4-Zentrale nach Hartheim. Nach einer zwischenzeitlichen Rückversetzung in die T4-Zentrale arbeitete er in der Tötungsanstalt Hadamar wieder als Brenner. Im Zuge der Aktion Reinhardt wurde er ins Vernichtungslager Sobibor versetzt, in dem er das sogenannte Waldkommando führte. Auch er beging in dieser Zeit unzählige Morde und war ebenfalls für seinen Sadismus gefürchtet.[42] Nach dem Krieg wurde er 1947 im Hadamar-Prozess, der die Verbrechen in der gleichnamigen Tötungsanstalt zum Inhalt hatte, freigesprochen. Im Sobibor-Prozess vor dem Landgericht Frankfurt am Main wurde er 1950 zu lebenslangem Zuchthaus verurteilt. 1972 hob der Bundesgerichtshof das Urteil auf. Neuerliche Verurteilungen scheiterten ebenfalls am Bundesgerichtshof sowie in den 1980er Jahren am Gesundheitszustand von Gomerski. Er starb 1999 im Alter von 88 Jahren in Frankfurt am Main.
- Paul Groth: In manchen Publikationen wird sein Familienname fälschlicherweise mit „Grath“ angegeben.[55] Auch über seine Herkunft gibt es unterschiedliche Informationen (geboren am 21. Jänner 1918 in Zoppot oder 1913 in Hamburg[42]). Gesichert ist, dass auch er über die T4-Zentrale nach Hartheim kam und danach während der Aktion Reinhardt zuerst im Vernichtungslager Belzec eingesetzt wurde. 1942 versetzte ihn Christian Wirth nach Sobibor, wo er zunächst die Kleidersortierung im Lager II überwachte, danach erfolgte auch ein Einsatz im unmittelbaren Tötungsbereich (Lager III). Er galt unter den Häftlingen als einer der brutalsten Aufseher, dem zahlreiche Morde nachgesagt wurden. Groth hatte auch eine Liebesbeziehung zu einer Jüdin, die später ermordet wurde. Aufgrund seines Alkoholkonsums versetzte ihn Christian Wirth wieder nach Belzec zurück, nach der Liquidierung dieses Lagers kehrte er erneut nach Sobibor zurück.[42] Nach dem Krieg tauchte er unter, seine Frau beantragte 1951 bei Gericht seine Todeserklärung.[57] Groth wurde aber noch 1962 als vermisst geführt.[58]

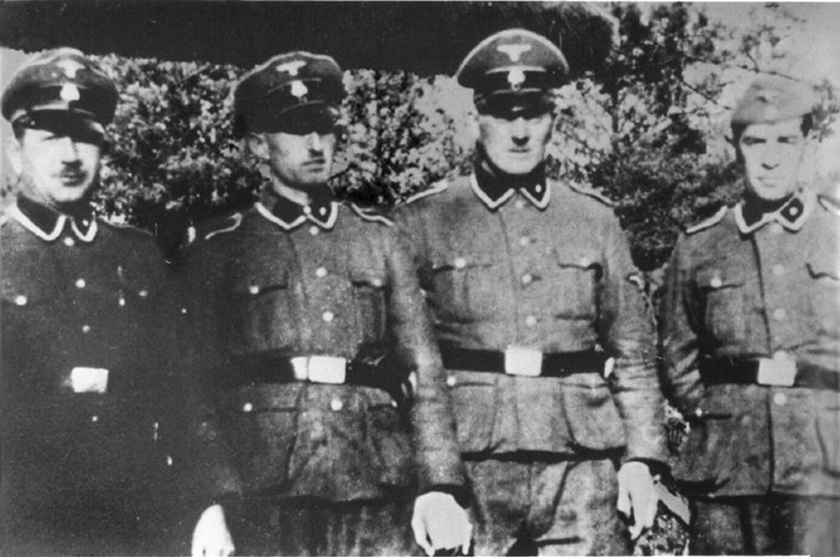
Paul Bredow (ganz links) mit drei anderen SS-Angehörigen im Zoo von Treblinka

- Paul Bredow war gelernter Kellner. Bevor er nach Hartheim kam, war er in der Kantine der T4-Zentrale tätig. Im Rahmen der Aktion Reinhardt kam er zusammen mit Franz Stangl zuerst in das Vernichtungslager Treblinka, danach nach Sobibor. Bredow war dort nicht nur für Küche und Offizierskasino verantwortlich, sondern nahm auch zahlreiche Erschießungen selbst vor und befehligte Exekutionskommandos.[42] Nach dem Ende der Aktion Reinhardt wurde er in das KZ Risiera di San Sabba in Triest versetzt. Nach dem Krieg arbeitete er als Tischler in Gießen, bis er im Dezember 1945 in Göttingen bei einem Autounfall ums Leben kam.[59]

#### Fahrer
Die Aufgabe der Chauffeure, die alle aus Oberösterreich stammten, war es, die Opfer aus Niedernhart, vom Linzer Hauptbahnhof oder auch von den abgebenden Anstalten nach Hartheim zu bringen. Zuerst standen dafür kleinere Busse zur Verfügung, mit denen man direkt durch das Haupttor in das Schloss fahren konnte. Danach erhielt die Tötungsanstalt drei Mercedes-Omnibusse der Reichspost, mit denen dann die Zufahrt auf der Westseite des Schlosses erfolgte. Zur Tarnung fuhren die Busse weiterhin mit den Kennzeichen der Reichspost.
Die Fahrer hatten am Beginn der Tötungsaktion auch die zusätzliche Aufgabe, die Asche aus dem Krematorium, welche von den Brennern in Säcke gepackt wurde, zur vier Kilometer entfernten Donau zu bringen und dort die Säcke zu entleeren. Diese Aufgabe war aber einerseits sehr aufwändig und andererseits bestand die Gefahr, dass die örtliche Bevölkerung aufgrund der häufigen Fahrten Verdacht schöpfen könnte. Daher ging man nach einiger Zeit dazu über, die Asche in Gruben im Schlossgarten zu begraben.
Folgende Fahrer waren in Schloss Hartheim stationiert:
- Franz Hödl: geboren am 1. August 1905, SS-Mitglied. Ging im November 1942 nach Lublin zur Dienststelle von Odilo Globocnik und wurde später der Fahrer von Franz Stangl.[60] Im Vernichtungslager Sobibor bediente er einen Motor, mit dessen Abgasen Menschen getötet wurden.[57]
- Johann Lothaller und Franz Mayrhuber. Beide fuhren nach dem Abbruch der Aktion T4 im Jänner 1942 mit ihren Omnibussen an die Ostfront, um im Rahmen der Organisation Todt an einem Sanitätseinsatz teilzunehmen. Ihre Zeugenaussagen nach dem Krieg wurden im Prozess gegen Georg Renno verwendet.[61]
- Anton Getzinger: geboren am 24. November 1910 in Öblarn, SS-Mitglied. Nach seiner Zeit als Fahrer in Hartheim gehörte er der Wachmannschaft des Vernichtungslagers Sobibór an.[42] Er starb im Oktober 1943, kurz vor dem Beginn des Aufstandes von Sobibór, beim Hantieren mit einer russischen Handgranate. Um die Umstände seines Todes zu verschleiern, wurde in einer offiziellen Mitteilung angegeben, dass er am 9. Dezember 1944 bei der Partisanenbekämpfung in Serbien gefallen sei.[58][57]
- Johann Anzinger

#### Sonstiges Personal
- Heinrich Barbl war SS-Mitglied und als Installateur in Schloss Hartheim als Handwerker beschäftigt.[51] Zu seinen Aufgaben gehörte es, Namen in die Deckel von Urnen zu stanzen. Im Jahre 1964 gestand er, dass er bis zu 20 derartige Schilder pro Tag angefertigt und die entsprechenden Urnen mit Asche von einem „großen Haufen“ gefüllt habe.[62] Nach dem Abbruch der Aktion T4 half er im Rahmen der Aktion Reinhardt bei der Errichtung der Vernichtungslager im Osten mit. Während deren Betriebes übernahm er eine Aufsichtsfunktion.[42] In den 1960er Jahren wurde er zwar als Zeuge einvernommen, eine gerichtliche Verfolgung erfolgte hingegen nicht.
- Erwin Lambert zeichnete als Maurermeister für die Bauleitung bei den Umbauarbeiten in Hartheim und anderen Euthanasie-Anstalten verantwortlich.[63] Nach Hartheim wurde sein Wissen beim Aufbau der Vernichtungslager Sobibor und Treblinka benötigt. Aus diesem Grund wurde er in den Treblinka- und Sobibor-Prozessen der 1960er Jahre wegen Beihilfe zum gemeinschaftlichen Mord zu mehreren Jahren Zuchthaus verurteilt.

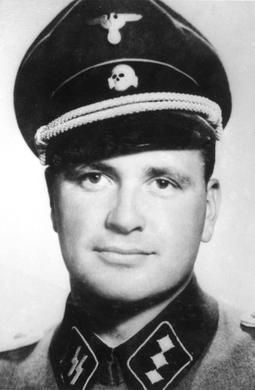
Kurt Franz

- Kurt Franz war als gelernter Koch und Mitglied der SS-Totenkopfverbände in Hartheim und anderen Euthanasie-Anstalten als Koch eingesetzt.[51] Im Zuge der Aktion Reinhardt wurde er der Wachmannschaft des Vernichtungslagers Treblinka zugeteilt. Er zeichnete sich durch besonderen Sadismus aus und wurde in Treblinka zum vielfachen Mörder.[42] Nach der Abberufung von Lagerleiter Franz Stangl übernahm er dessen Nachfolge. Beim Treblinka-Prozess wurde er 1965 zu lebenslangem Zuchthaus verurteilt.
- Matthias Buchberger aus Scharten war als Handwerker einer der ersten und auch einer der letzten Mitarbeiter von Schloss Hartheim. Buchbergers Aufgabenbereich waren allgemeine handwerkliche Tätigkeiten, eine strafrechtliche Verfolgung seiner Person erfolgte nicht.[63]
- Friedrich Lorent war der Leiter der T4-Hauptwirtschaftszentrale,[42] der sich auch in Hartheim aufgehalten hatte. Kurz vor Kriegsende, zu Ostern 1945, kehrte er nach Schloss Hartheim zurück, um Filme und Akten zu verbrennen und Möbel abtransportieren zu lassen.[64] Nachdem er nach dem Krieg jahrelang unbehelligt geblieben war, wurde er 1970 vom Landgericht Frankfurt am Main zu sieben Jahren Haft wegen Beihilfe zum Mord an über 4300 KZ-Häftlingen verurteilt.

Die Aufgabe der Fotografen war es, jene Menschen zu fotografieren, welche die Ärzte aus irgendeinem Grund interessant fanden. Sie fertigten dazu ein Foto von vorne, eine Profilaufnahme sowie eine Ganzkörperaufnahme an. Der erste Fotograf hieß Franz Wagner, sein Nachfolger Bruno Bruckner. Während Bruckner angab, täglich 30 bis 35 Opfer fotografiert zu haben, sprach Wagner von 60 bis 80 % der Personen, die von den Ärzten für Fotos ausgewählt worden wären. Im Zuge der Vertuschungsmaßnahmen zwischen Oktober 1944 und Dezember 1944 wurden nach Aussagen verschiedener Bürokräfte zahlreiche Krankenakte, welche auch Fotos enthielten, vernichtet. Ein anderer Teil der Akten war nach ihren Aussagen nach Bad Schönfließ abtransportiert worden.
Aus der Ortschaft Hartheim selbst arbeiteten nur Rosa Haas (als Gartenarbeiterin) und Aloisia Ehrengruber (als Küchengehilfin) während der Tötungsaktionen im Schloss.

#### Eventuell weiteres Personal

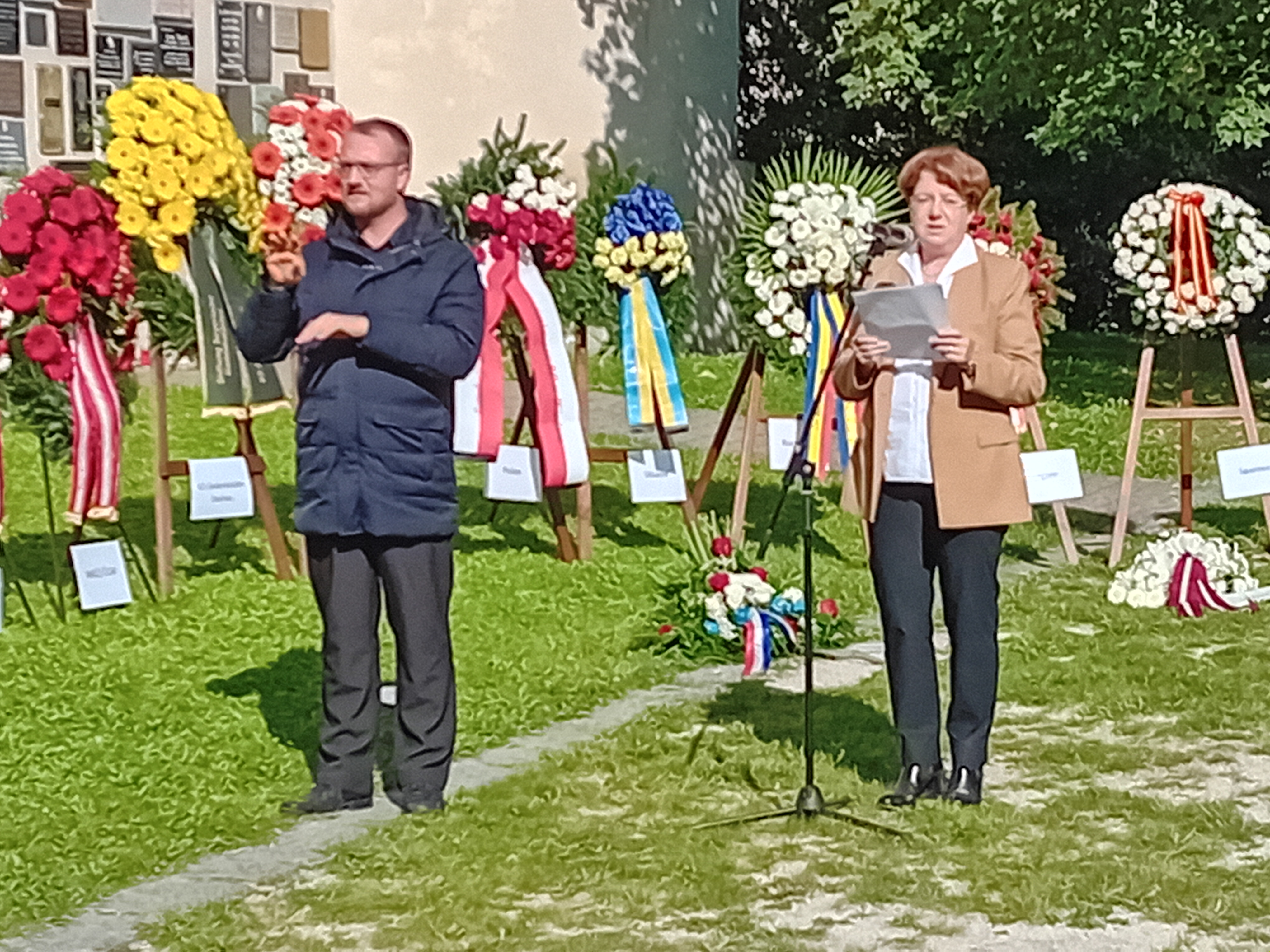
Brigitte Kepplinger bei der Gedenkfeier 2023

Die Geschichte der Tötungsanstalt Hartheim wurde durch Gründung des Vereines „Verein Schloss Hartheim“ im Jahre 1995 und der Stiftung „Lern- und Gedenkort Schloss Hartheim“ 2004 sowie der Installation der Dokumentationsstelle des Oö. Landesarchivs in Schloss Hartheim in den letzten 20 Jahren aufgearbeitet und ausführlich dokumentiert.
Besonders die langjährige Obfrau des Vereines, die Historikerin Brigitte Kepplinger, hat in verschiedenen Publikationen die Geschichte von Hartheim beschrieben. Die nachfolgenden Namen finden sich nicht in diesen Publikationen und beruhen auf anderen Quellen:
- Hans Girtzig: SS-Mitglied. Girtzig war in Hartheim und in der Tötungsanstalt Grafeneck für die Kantine verantwortlich. Im Rahmen der Aktion Reinhardt wurde er zuerst ins Vernichtungslager Belzec versetzt, wo er ebenfalls für die Kantine verantwortlich zeichnete. Später machte er auch Dienst im Lager Poniatowa und im Vernichtungslager Sobibor.[57][42][70]
- Max Gringers: SS-Mitglied. Gringers arbeitete in Schloss Hartheim in der Kantine, außerdem war er noch in den Tötungsanstalten Grafeneck und Hadamar beschäftigt. Im Vernichtungslager Belzec war Gringers für die Kleidersortierung verantwortlich.[42] Nach dem Ende der Aktion Reinhardt wurde er wie viele andere nach Italien versetzt, wo er ums Leben kam. Gringers Grab findet sich wie das von Christian Wirth und Franz Reichleitner auf dem Soldatenfriedhof Costermano sul Garda.[57]
- Ferdinand Gromer: geboren am 7. April 1903. Er arbeitete unter Umständen in Schloss Hartheim als Koch. Im Rahmen der Aktion Reinhardt wurde Gromer zuerst auch der Küche im Vernichtungslager Sobibor zugeteilt. Später hatte er direkt mit den Vergasungen und dem Verbrennen der Leichname zu tun. Aufgrund von Alkoholproblemem erfolgte seine Entfernung durch Franz Reichleitner.[57]
- Hermann Michel arbeitete zuerst in der Tötungsanstalt Grafeneck, bevor er als Oberpfleger nach Hartheim versetzt wurde. Im Winter 1941/42 machte er den Sanitätseinsatz an der Ostfront mit.[42] Im Rahmen der Aktion Reinhardt wurde Michel zuerst in das Vernichtungslager Sobibor versetzt, danach im November 1942 nach Treblinka. Seine Aufgabe war es, den ankommenden Juden durch eine Ansprache vorzugaukeln, dass sie in einem Arbeitslager angekommen wären. Von den Häftlingen wurde er daher auch der „Prediger“ genannt,[57] obwohl er als sadistisch und skrupellos galt.[42] Nach dem Krieg erfolgte seine Verhaftung durch die amerikanische Armee in Bad Aibling. 1946 wurde Michel wieder freigelassen, Vermutungen zufolge lebte er danach in Ägypten.[57]

### Gerichtliche Verfolgung
In insgesamt drei Prozessen, zwei wurden in Österreich und einer in Deutschland geführt, versuchte man die Euthanasie-Verbrechen in Schloss Hartheim, in Niedernhart Linz sowie in der Ausweichstelle Schloss Gschwendt in Neuhofen an der Krems aufzuarbeiten. Schuldsprüche als Ergebnis dieser Prozesse stellten aber die Ausnahme dar.
Da einige der Täter nach dem Abbruch der Aktion T4 im Jahre 1941 im Zuge der Aktion Reinhardt in den besetzten Gebieten im Osten führende Rollen einnahmen und dort die Opferzahlen jene von Hartheim um ein Vielfaches überstiegen, wurde manchen für diese Untaten der Prozess gemacht, während ihre Mordtaten in Hartheim ungesühnt blieben.

#### Prozesse vor dem Volksgericht Linz 1947 und 1948
Die nach dem Zweiten Weltkrieg in Österreich eingerichteten Volksgerichte beschäftigten sich in zwei Prozessen 1947 und 1948 in Linz mit den Massenverbrechen in den drei Anstalten.
Ein erster Prozess endete am 26. November 1947 mit Schuldsprüchen gegen zwei Pfleger. Sie wurden zu 3½ bzw. 2½ Jahren wegen Beteiligung an Mord und Misshandlungen verurteilt. Sechs Pflegerinnen, deren Tätigkeit vom Gericht als „notdienstverpflichtet“ gewertet wurde, erhielten hingegen einen Freispruch.
Im Zuge der Vorbereitung des Hauptverfahrens wurden Ermittlungen gegen insgesamt 61 Beschuldigte (43 Männer und 18 Frauen) geführt. Diese arbeiteten während der Verbrechen in den Anstalten Hartheim, Niedernhart und Gschwendt in folgenden Funktionen:
- Ärzte: 3 Männer (u. a. Rudolf Lonauer und Georg Renno)
- Pflegepersonal: 15 Männer und 8 Frauen
- Verwaltungspersonal: 9 Männer und 7 Frauen (u. a. Franz Stangl)
- Kraftfahrer: 4 Männer
- „Heizer“ / „Brenner“: 6 Männer (u. a. Vinzenz Nohel)
- Funktion unbekannt: 6 Männer und 3 Frauen

Im Juli 1948 begann in Linz schließlich die Hauptverhandlung, bei der aber nur drei der 61 Verdächtigen angeklagt waren. Zwei Pfleger erhielten dabei Haftstrafen (Karl Harrer 66 Monate, Leopold Lang 36 Monate), einer wurde freigesprochen. Die Staatsanwaltschaft hatte zuvor:
- bei 13 Beschuldigten die Anklage zurückgelegt (§ 90 StPO[72])
- bei 22 Beschuldigten das Verfahren wegen Nichtauffindbarkeit des Täters abgebrochen (§ 412 StPO[72])
- bei 13 Beschuldigten das Verfahren in ein anderes Verfahren ausgeschieden
- bei sieben Beschuldigten erfolgte aufgrund ihres Todes die Einstellung des Verfahrens (§ 224 StG[73])

Bei drei weiteren Personen ist der Ausgang des Ermittlungsverfahren unbekannt, eine Anklage erfolgte jedenfalls nicht.

#### Prozess gegen Georg Renno in Frankfurt am Main
Zwischen 1967 und 1970 versuchte die Generalstaatsanwaltschaft Frankfurt am Main dem stellvertretenden NS-Euthanasie-Arzt in Hartheim, Georg Renno, in einem Prozess in Frankfurt am Main des Mordes zu überführen. Obwohl dieser Versuch letztendlich misslang, weil der Angeklagte durch echte oder vorgetäuschte Erkrankungen erreichen konnte, dass 1975 der Prozess gegen ihn endgültig eingestellt wurde, stellte dieser Prozess doch einen Meilenstein in der Aufarbeitung der Geschehnisse, die im Rahmen der Aktion T4 in Österreich stattgefunden hatten, dar. Dass dieser Gerichtsprozess in dieser Form überhaupt möglich gemacht wurde, war der Gründung der Zentralen Stelle der Landesjustizverwaltungen zur Aufklärung nationalsozialistischer Verbrechen zu verdanken und der damit einhergehenden Veränderung in der Haltung gegenüber NS-Verbrechen in deutschen Justizkreisen. Die deutsche Staatsanwaltschaft scheute in der Vorbereitungsphase für den Prozess, die von 1961 bis 1967 dauerte, keine Mühen, und betrieb einen enormen Aufwand um die Vorgänge rund um Schloss Hartheim zu rekonstruieren. Bei dem daraus entstandenen sogenannten „Renno-Akt“ handelte es sich daher um eine der wichtigsten Informationsquellen für österreichische Forschungsprojekte zu diesem Thema, die oft erst Jahrzehnte später initiiert wurden.

## Aufarbeitung und Gedenken
Im Schloss gibt es den Lern- und Gedenkort Schloss Hartheim. Die Neukonzeption dafür wurde 1997 vom Land Oberösterreich und dem Landeswohltätigkeitsverein beschlossen. Die baulichen Spuren der Tötungsanstalt wurden danach freigelegt und gesichert. Unmittelbar anschließend an die Tötungsräume ist ein Raum der Stille gestaltet worden. 2003 wurde der Lern- und Gedenkort und die Ausstellung „Wert des Lebens“ eröffnet. In den ehemaligen Funktionsräumen der Täter werden umfassende historische Informationen geboten.
Von 2003 bis 2023 besuchten rund 500.000 Menschen den Lern- und Gedenkort Schloss Hartheim.
2001 wurde am Donauufer zwischen Brandstatt bei Wörth (Ortsteil von Pupping) und Wilhering auf der Höhe der Ortschaft Gstocket (Gemeinde Alkoven), wo die Asche der Euthanasieopfer aus Hartheim in die Donau geschüttet wurde, auf Initiative des Vereins Schloss Hartheim ein Gedenkstein errichtet. Die Inschrift auf dem sehr großen Donaukiesel stammt von dem oberösterreichischen Schriftsteller Franz Rieger: „Das Wasser löschte die Spuren, die das Gedächtnis bewahrt.“ Eine zusätzliche Informationstafel erläutert die historischen Zusammenhänge. Der Stein steht bei Stromkilometer 2148,5 m, Wendeplatz, auf dem Südufer. Erreichbar ist die Stelle über die Zufahrt zum Donaukraftwerk Ottensheim/Wilhering.

## Audio und Video
- T4 – Hartheim 1 – Sterben und Leben im Schloss, Dokumentation von Werner Kofler, 1988, veröffentlicht 2011 auf DVD in der Reihe Edition Der Standard
- Tom Matzek: Das Mordschloss. Eine Dokumentation über die Gräuel in Schloss Hartheim. Fernsehmitschnitt ORF, 2001, Brennpunkt. 1 Videokassette (VHS, ca. 45 Minuten). S. n., s. l. 2001, OBV.[75]
- Drohnenaufnahme Schloss Hartheim (video: Manfred Scheucher): vimeo.com
- Video der Gedenkfeier für die Opfer der NS-Euthanasie in Schloss Hartheim 2023 (Video by Manfred Scheucher): vimeo.com
- Manfred Scheucher: 1.10.2023 Gedenkfeier Schloss Hartheim / Commemoration Service at Hartheim castle. In: topimbild.at. 1. Oktober 2023, abgerufen am 5. Dezember 2024 (Fotos zur Gedenkfeier für die Opfer der NS-Euthanasie in Schloss Hartheim 2023).